# Bambini dell'Olocausto

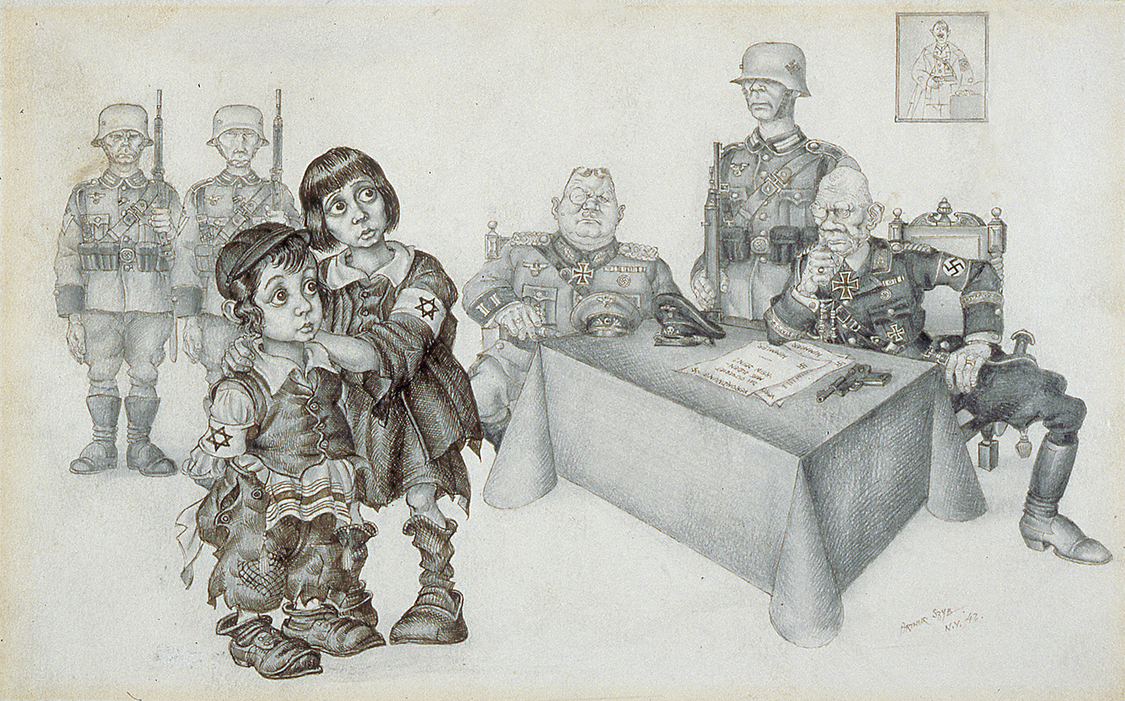
Pericolosi nemici del Terzo Reich (1943) di Arthur Szyk

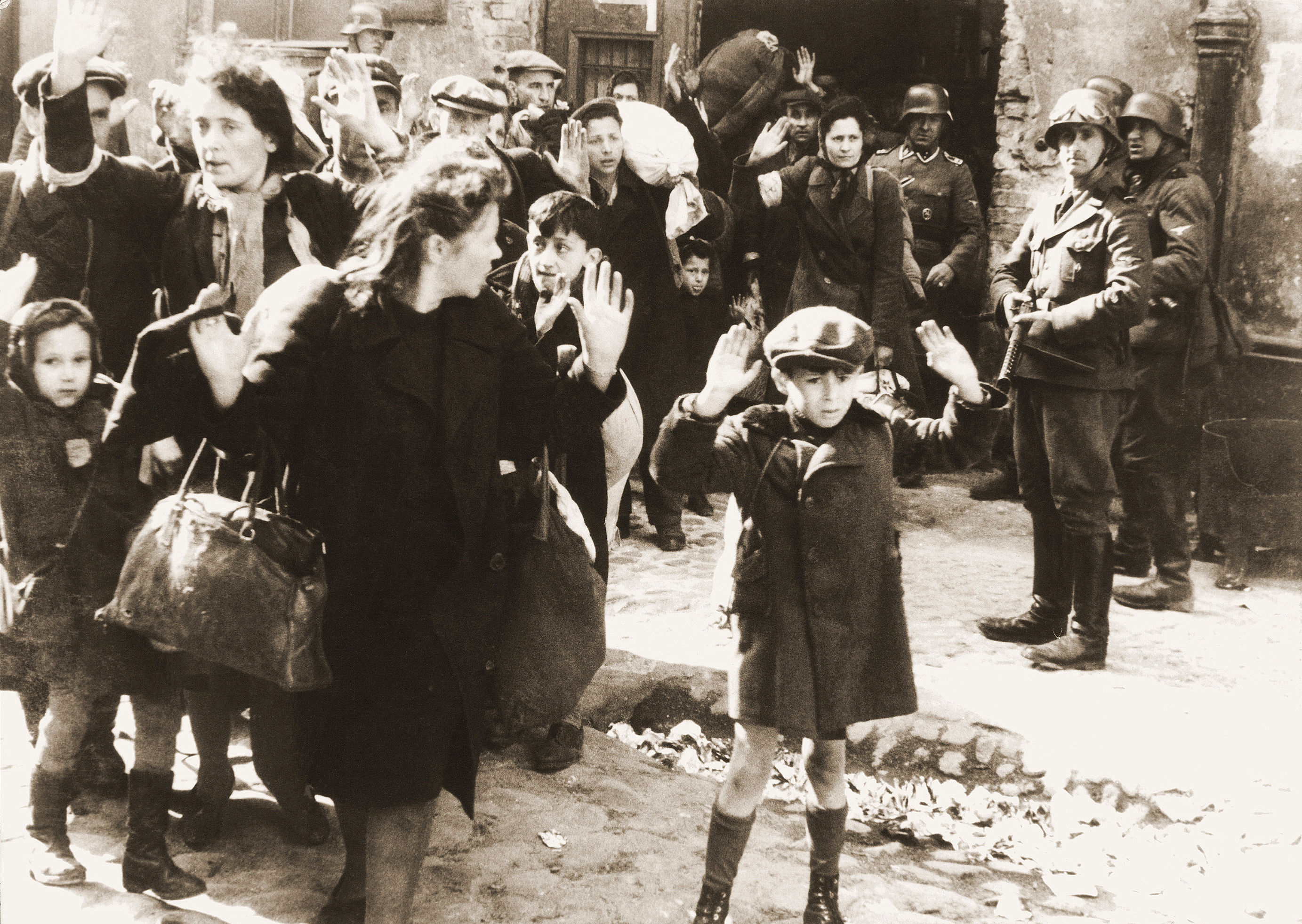
Rastrellamento di donne e bambini dal ghetto di Varsavia. A destra con il mitra in mano è Josef Blösche

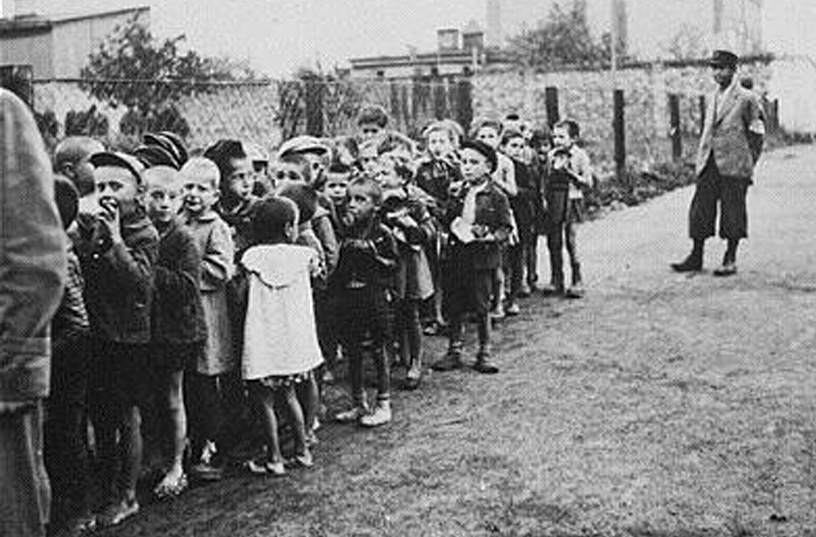
Bambini del ghetto di Łódź avviati al campo di sterminio di Chełmno

I bambini dell'Olocausto hanno rappresentato il segmento più vulnerabile tra i gruppi che furono colpiti dalle politiche naziste di discriminazione, persecuzione razziale e genocidio, con un altissimo numero di vittime. La stragrande maggioranza di loro (tra un milione e un milione e mezzo) furono ebrei e a loro ci si riferisce specificamente e più propriamente come bambini della Shoah. Tra le vittime dell'Olocausto si annoverano anche numerosissimi bambini non ebrei (tra il 40% e il 50% dei 200.-250.000 "zingari" uccisi nell'Olocausto, oltre a svariate migliaia di polacchi, russi, serbi, disabili, figli di oppositori politici, vittime di rappresaglie, ecc.).
I bambini che furono oggetto di persecuzione e sopravvissero all'Olocausto, nei ghetti e nei campi di concentramento o nella clandestinità o attraverso la fuga e l'emigrazione forzata, passarono tutti attraverso esperienze molto dure di privazioni personali e di separazione o perdita delle loro famiglie. Nel dopoguerra molti di essi hanno svolto un ruolo importante di testimoni nei processi e di fronte all'opinione pubblica.

## Le leggi razziali
I bambini pagarono subito un duro prezzo per le politiche discriminatorie messe in atto già a partire dal 1933 nella Germania nazista e quindi dal 1938 in Italia con la promulgazione delle leggi razziali fasciste. Con la seconda guerra mondiale tali misure furono estese a buona parte dell'Europa continentale.
I bambini ebrei furono espulsi dalle scuole che frequentavano, dalle attività sportive e ricreative per la gioventù, impediti ad avere una vita sociale "normale", privati del futuro per le restrizioni imposte sull'istruzione e sull'accesso alle professioni.
Nel momento cruciale della crescita e della costruzione della propria identità, con le leggi razziali venne improvvisamente la consapevolezza di essere "diversi", soggetti a pregiudizi ed ostilità che fino ad allora essi non avevano conosciuto in modo così diretto. Sul piano personale, più ancora delle difficoltà economiche, pesarono le limitazioni imposte ai rapporti sociali e l'esperienza dell'esclusione, assieme all'indifferenza e alla mancanza di solidarietà da parte di insegnanti e amici.
Molti si trovarono a dover lasciare le loro case e i loro affetti ed emigrare in altri paesi, attraverso modalità che spesso comportarono la separazione (temporanea o permanente) dai propri genitori e traumatiche esperienze di viaggio.

## Lo sterminio

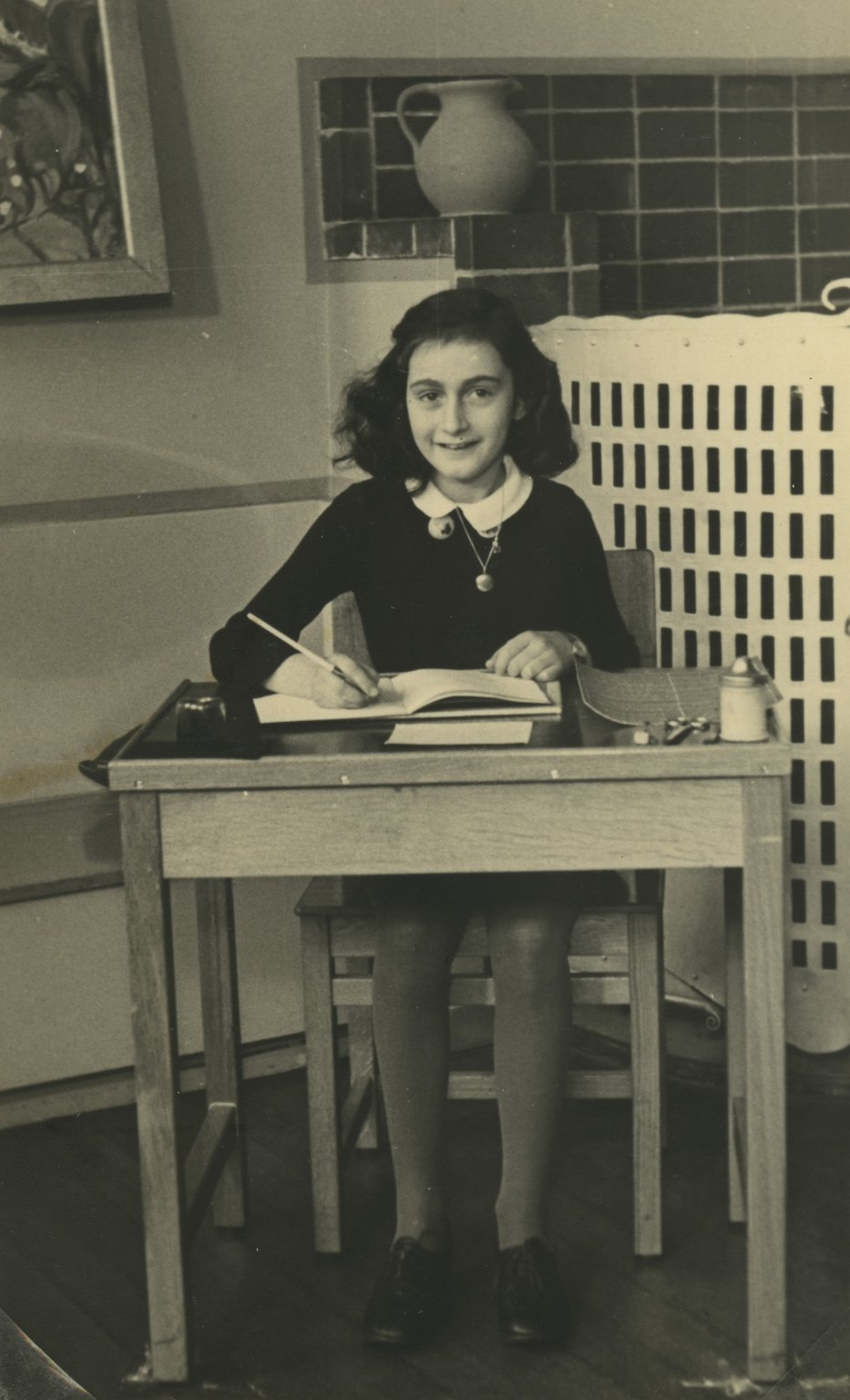
Anna Frank, morta nei campi di concentramento, è uno dei simboli più noti dell'Olocausto a livello internazionale

Circa un milione e mezzo di bambini e adolescenti perirono nell'Olocausto. Se nei territori occupati dai nazisti trovarono la morte i due terzi degli ebrei residenti, questa percentuale fu di gran lunga superiore tra i bambini (raggiungendo il 90%). Lievemente maggiori furono le possibilità di sopravvivenza tra gli adolescenti, utilizzati come forza lavoro. Agli occhi dei nazisti i bambini rappresentavano solo delle bocche inutili da sfamare, al contrario degli adulti il cui lavoro coatto poteva essere sfruttato almeno per un certo periodo per le esigenze belliche della Germania.
L'uccisione dei bambini fu coscientemente perseguita come la migliore garanzia che le "razze" considerate "inferiori" non avessero un futuro. L'unicità dell'Olocausto veniva rilevata già nel 1942 dallo storico Emanuel Ringelblum, dall'interno del ghetto di Varsavia:
"Anche nei tempi più barbari, una scintilla umana brillava anche nel cuore più crudele e i bambini furono risparmiati. Ma la bestia hitleriana è molto diversa. Essa divora i più cari a noi, quelli che suscitano la massima compassione, i nostri figli innocenti."
Lo sterminio fu così sistematicamente condotto, che del milione di bambini ebrei che vivevano in Polonia, alla fine della guerra ne rimarranno solo 5.000. Dei 776 bambini ebrei italiani deportati ad Auschwitz ne sono sopravvissuti 25. Degli oltre 200 di età inferiore ai 14 anni, che furono deportati dal ghetto di Roma il 16 ottobre 1943 non ne è tornato nessuno.

### Programmi di eutanasia
I primi bambini ad essere vittime dell'Olocausto furono i minori disabili (senza alcuna distinzione tra "ariani e "non-ariani"), i quali furono eliminati in Aktion T4, il programma di eutanasia del Terzo Reich volto a forgiare la "razza ariana", purificandola da ogni debolezza genetica. Tutti coloro che avevano un qualche malattia ereditaria (in seguito conosciuta come malattia genetica) o che erano gravemente malati fisici o mentali (vedi disabilità) furono classificati come esempi di "vita indegna di essere vissuta" (lebensunwertes Leben). Già nel 1929 Adolf Hitler aveva affermato di fronte al congresso del Partito Nazionalsocialista Tedesco dei Lavoratori svoltosi a Norimberga che "la rimozione dei bambini più deboli significava un aumento del potere della nazione e non un suo indebolimento"..
Fu nei programmi di eutanasia che si sperimentarono per la prima volta quei metodi di sterminio di massa (come la gassazione) che furono poi applicati su larga scala nei confronti degli ebrei e altri gruppi ritenuti razzialmente inferiori o socialmente indesiderabili. L'ambiguo confine tra malattia mentale e "disadattamento" sociale portava ad allargare il numero di quanti potessero essere considerati suscettibili di "rimozione". Tra il 1939 e il 1945, furono 5000-7000 i bambini soppressi nelle cliniche e nei riformatori tedeschi perché affetti da malattie genetiche o mentali o, come nel caso di Ernst Lossa, semplicemente perché ritenuti socialmente e "razzialmente" "disadattati" e irriformabili.

### Vita e morte nei ghetti

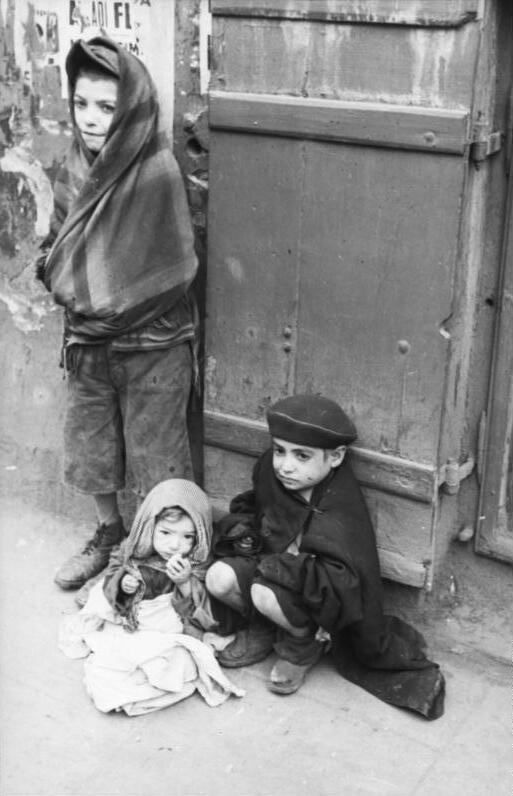
Bambini nel ghetto di Varsavia nel 1941

Nei ghetti in cui la popolazione ebraica fu progressivamente confinata dai nazisti dopo l'inizio della seconda guerra mondiale, i bambini (unitamente agli anziani) furono i primi a soccombere, a causa della fame, delle malattie e delle durissime condizioni di vita. Le immagini giunteci dai ghetti della Polonia ci mostrano le strade piene di bambini denutriti, malati o morenti, una realtà che i diari dell'Olocausto scritti da bambini nei ghetti esprimono in maniera drammatica. Fino all'ultimo i genitori e gli educatori cercarono di garantire ai bambini un'apparenza di normalità, attraverso l'organizzazione di attività scolastiche, culturali e ricreative. Ogni tentativo da parte delle autorità ebraiche di autogoverno, di organizzazioni politiche e filantropiche e di singoli individui fu però presto sopraffatto di fronte alle tragiche dimensioni dei problemi e alla mancanza di cibo e di risorse. E quando cominciarono le deportazioni i bambini furono i primi a partire per i campi di sterminio, a cominciare dai numerosi bambini ospitati negli orfanotrofi. Nel ghetto di Lublino essi furono uccisi a colpi di mitragliatrice e sepolti in una fossa comune già nell'aprile 1942. Anche i bambini dell'orfanotrofio di Varsavia furono nell'agosto 1942 tra le prime vittime della liquidazione del ghetto con uno speciale trasporto al Treblinka; il direttore, il famoso pedagogo Janusz Korczak non volle abbandonarli e condivise con loro lo stesso destino di morte. Lo stesso destino fu riservato agli orfani del ghetto di Cracovia inviati il 28 ottobre 1942 a morire al campo di sterminio di Bełżec. Presto non si fece alcuna differenza tra orfani o meno. Emblematico fra tutti è il caso del ghetto di Łódź dove nel settembre 1942 la (temporanea) sopravvivenza degli adulti fu garantita a condizione del sacrificio di tutti i bambini di età inferiore ai 10 anni e degli anziani.
Anche per i bambini che in qualche modo riuscissero almeno temporaneamente a sfuggire ai rastrellamenti e alle deportazioni, ciò significava il più delle volte trovarsi in una condizione disperata, abbandonati a se stessi, senza più il supporto di familiari o amici. Sono i sentimenti che il quattordicenne Abram Bajler esprime in una cartolina postale che il 24 aprile 1942 riesce ad inviare dal ghetto di Zamość rispondendo a chi gli chiedeva notizie di un suo zio.
Zamość, 24 aprile 1942. Mio zio non è più a Zamość. Sono già passate due settimane da quando ha lasciato la città insieme al resto della nostra famiglia. Per ora non sappiamo dove siano. Sono stato lasciato con mio fratello minore perché all'epoca eravamo al lavoro. Provate a immaginare la nostra situazione con me stesso, un ragazzo di 14 anni lasciato solo senza cure o supervisione, e reso responsabile del benessere del mio fratellino; ma in qualche modo ci riusciamo, perché non abbiamo scelta. Dobbiamo accettare ciò che ci viene dato.

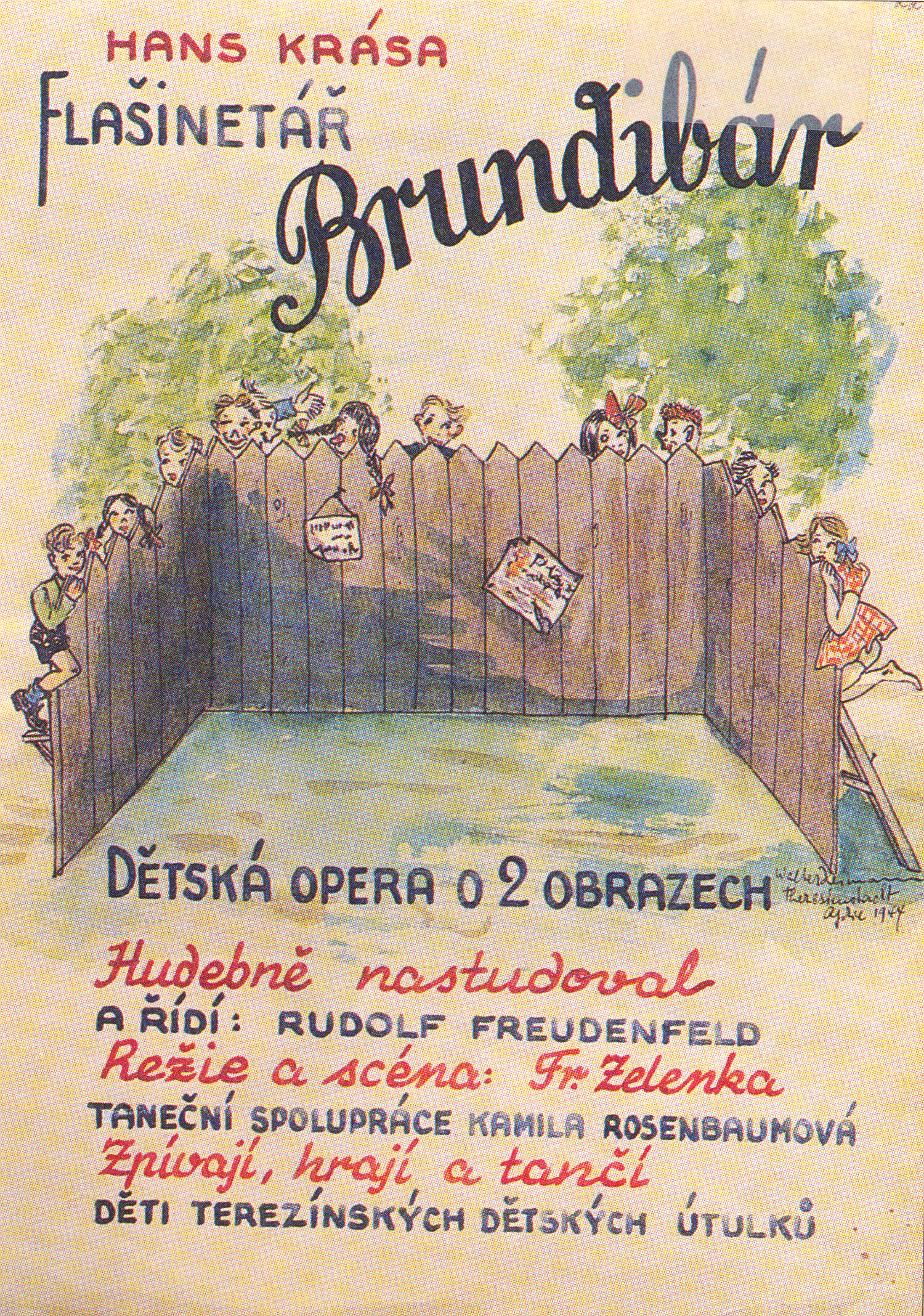
Poster per la rappresentazione di Brundibar a Terezín

L'accanimento dei nazisti contro i bambini non si allentò neppure quando fu chiaro che la guerra era perduta. A Theresienstadt (Terezín), il "ghetto modello" a lungo usato dai nazisti a scopo propagandistico, per qualche tempo i bambini poterono godere di condizioni di vita migliori. Fu tollerato che essi frequentassero programmi scolastici, dove i loro insegnanti (tra cui alcuni dei più celebri intellettuali, musicisti e artisti ebrei dell'epoca) li incoraggiarono a praticare le arti e la musica. Nel 1943-44 Friedl Dicker-Brandeis diresse un programma d'arte per bambini, i cui oltre 4000 disegni sono oggi esposti all'ammirazione dei visitatori alla Sinagoga Pinkas nel Quartiere-Museo ebraico di Praga. Il 23 settembre 1943 i bambini di Terezín misero in scena l'opera Brundibar di Hans Krása, di cui fu protagonista il tredicenne Honza Treichlinger; nei mesi successivi l'opera conobbe un totale di ben 55 repliche. A 14 anni Petr Ginz fondò e diresse dal 1942 al 1944 una rivista autogestita per bambini, Vadem, che è una delle più straordinarie produzioni letterarie di Terezín. Con tutto questo Terezín era e rimase sempre agli occhi dei nazisti solo un luogo di soggiorno temporaneo e di transito verso i campi di sterminio. La percentuale di mortalità tra i 15.000 bambini di Terezín non fu inferiore che altrove: ben oltre il 90% di essi sotto i 16 anni perì nell'Olocausto, inclusi la maggior parte degli autori dei disegni, degli interpreti dell'opera Brundibar e dei lettori e collaboratori di Vadem. Essi continuarono ad affollare gli ultimi treni della morte in partenza per Auschwitz nel settembre-ottobre 1944.

### Le fucilazioni di massa

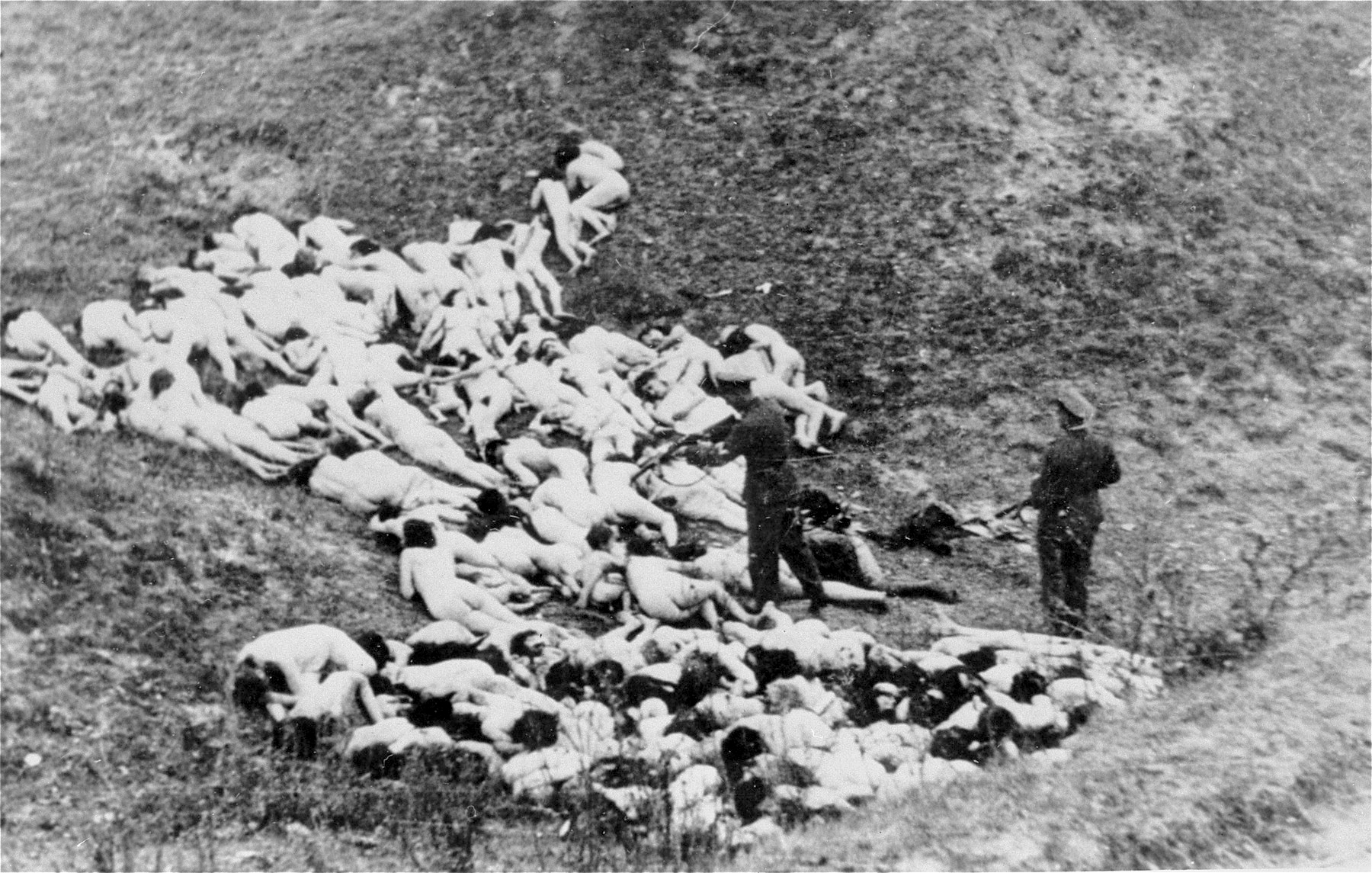
Uccisione di donne e bambini a Mizoč, in Ucraina

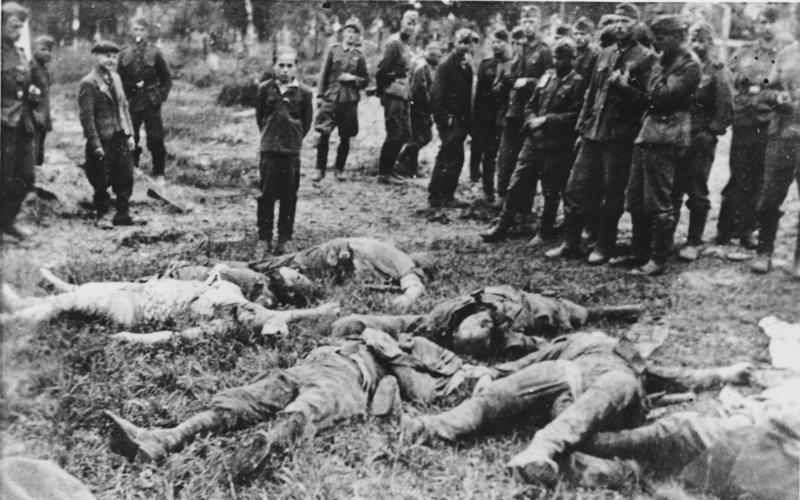
A Zboriv, in Ucraina, un ragazzino viene fatto sostare e fotografato davanti ai corpi dei propri familiari prima di essere egli stesso ucciso

A partire dal giugno 1941 con l'invasione tedesca dell'URSS (operazione Barbarossa) cominciò nei territori occupati lo sterminio sistematico della popolazione ebraica, inclusi i bambini, attraverso pogrom e fucilazioni di massa ad opera di reparti speciali delle SS (Einsatzgruppen). Talora intere famiglie erano uccise sul posto all'arrivo delle truppe delle SS. In altri casi gli abitanti di un villaggio era rinchiusi in sinagoghe o edifici poi dati alle fiamme o fatti saltare in aria con tutti i loro occupanti. Più frequentemente le vittime, provenienti dai tanti ghetti creati per concentrare la popolazione ebraica, erano trasportate a gruppi in luoghi isolati, spogliate di ogni bene, denudate, condotte in una fossa comune e lì uccise a mitragliate o con un colpo di pistola alla nuca.
Decine e decine di migliaia di bambini dovettero subire questa sorte, da soli o in compagnia delle loro madri, nonni, fratelli e sorelle. In numerosi casi le vittime erano obbligate a sdraiarsi sullo strato di cadaveri di coloro che erano già stati uccisi prima di essere a loro volta colpiti. I neonati venivano spesso lanciati in aria e usati come bersaglio per i colpi dei carnefici con la giustificazione che le tenere carni degli infanti non erano in grado di fermare una pallottola che avrebbe potuto causare pericolosi rimbalzi sul terreno, o semplicemente sepolti vivi per risparmiare munizioni.
Così accadde in centinaia di siti in tutta l'Europa dell'Est nei territori occupati dell'Unione Sovietica. Alcuni luoghi in particolare videro lo sterminio sistematico e la sepoltura in fosse comuni di decine e decine di migliaia di persone, come Babij Jar e Gurka Połonka in Ucraina, Ponary in Lituania, Bronna Góra in Bielorussa, Liepāja e Rumbula in Lettonia. Essendo gli eccidi riservati in primo luogo agli inabili al lavoro coatto, i bambini, assieme agli anziani e alle madri, ne furono le vittime principali.
Alla fine le autorità naziste giunsero alla conclusione che tali metodi di sterminio producessero troppo stress sul personale SS e si risolsero a cercare altre vie, più rapide ed impersonali, che non imponessero ai carnefici di guardare negli occhi delle loro vittime, specie dei più piccoli e inermi. Anche quando si mise in moto la macchina dei campi di sterminio, gruppi di bambini, soprattutto orfani, continuarono comunque ad essere uccisi in fucilazioni sommarie, assieme ai malati e agli anziani non autosufficienti, per risparmiare sulle spese di trasporto.

### Nei campi di sterminio
Dal dicembre 1941 lo sterminio procedette in appositi campi apertisi allo scopo (Chełmno, Bełżec, Sobibór, Treblinka, Auschwitz-Birkenau, cui occasionalmente si affiancò anche Majdanek), dove ad essere usato fu principalmente lo strumento della gassazione.

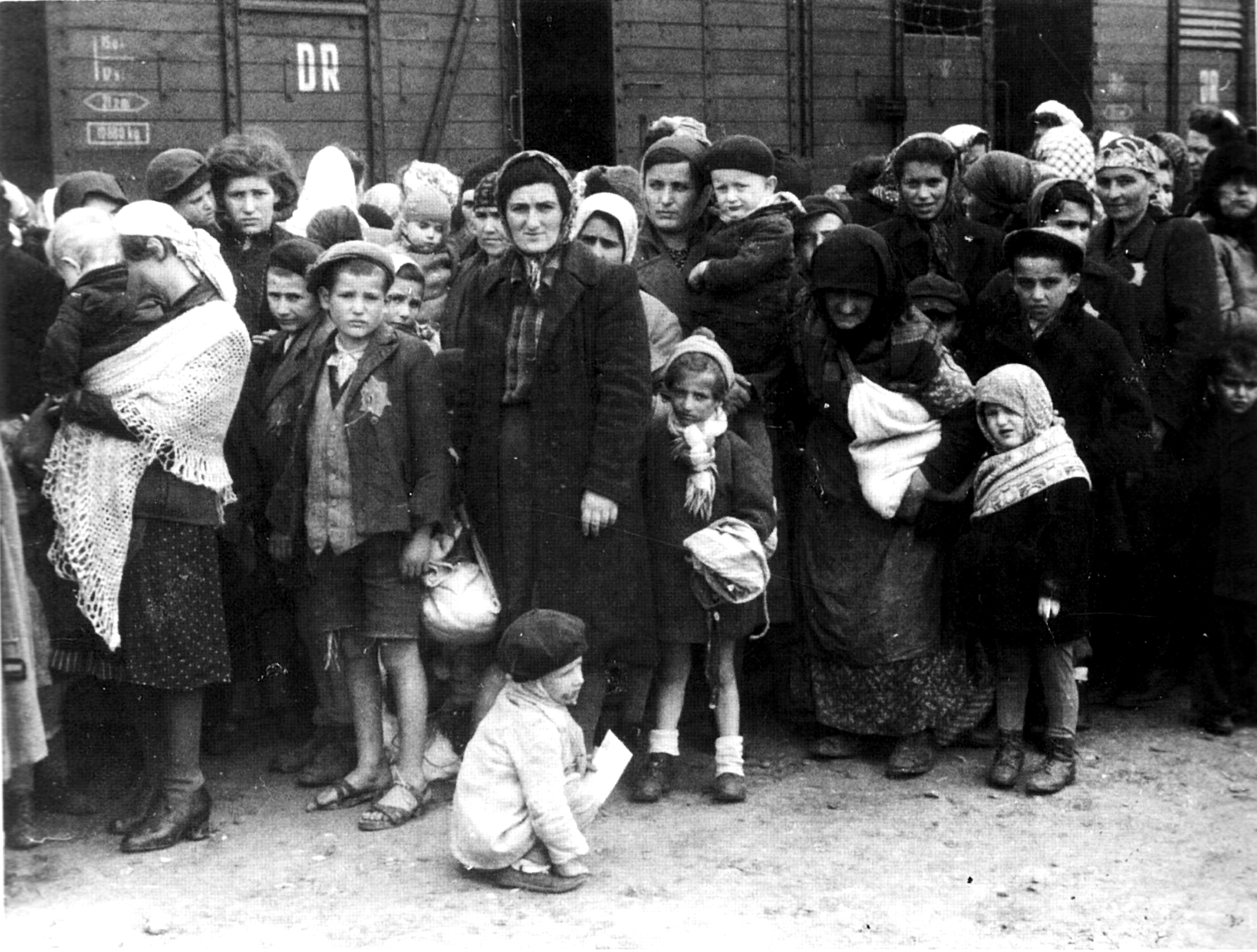
Bambini ebrei ungheresi con le loro madri appena giunti a Birkenau prima di essere avviati alle camere a gas

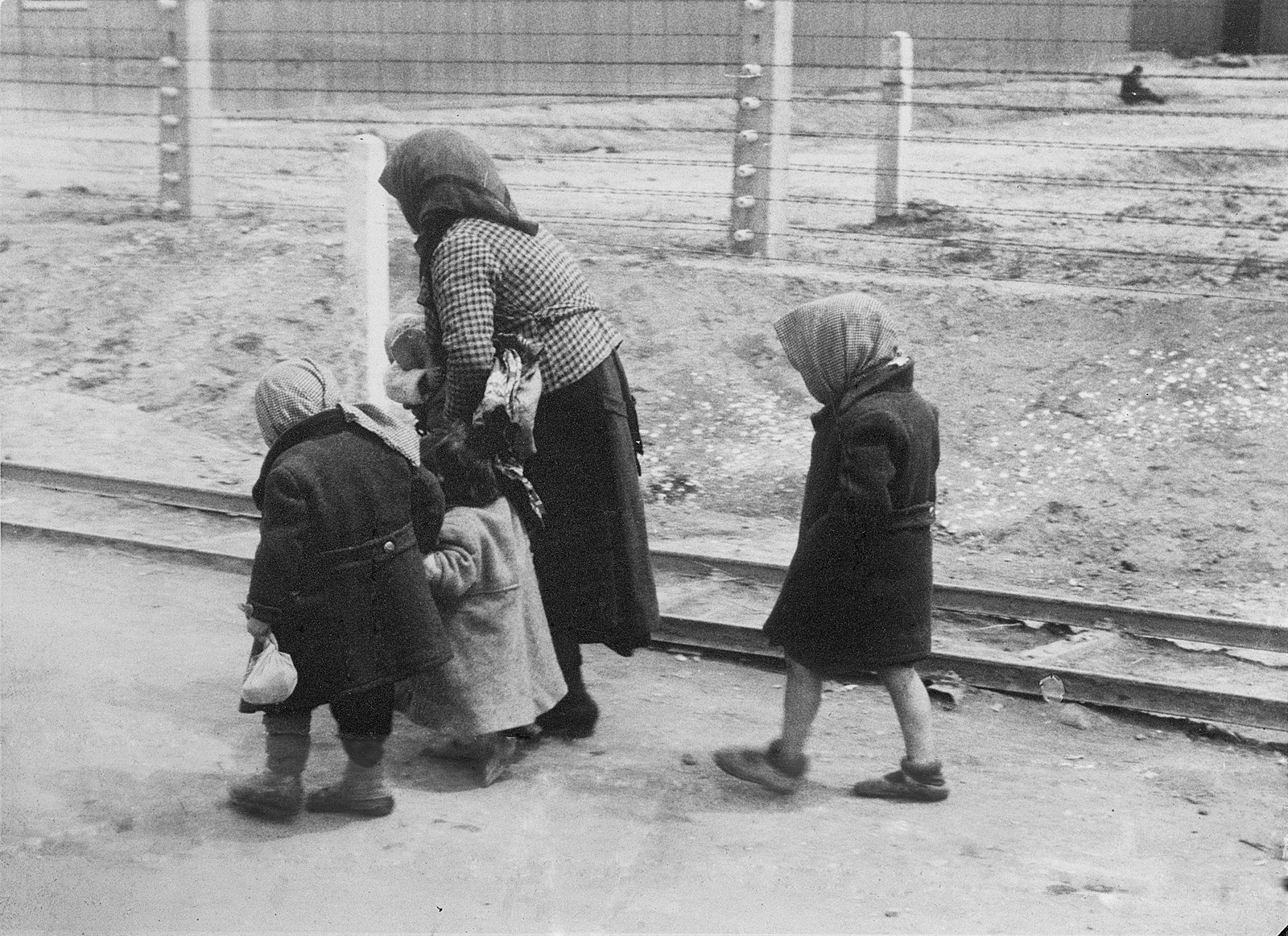
In cammino verso le camere a gas

I bambini ebrei e quelli Rom furono condotti nei campi per nessun altro fine se non quello di morire. Troppo piccoli per lavorare, non erano di alcuna utilità per la macchina bellica nazista, anche laddove (come a Majdanek o Auschwitz-Birkenau) si operava di regola all'arrivo una selezione per il lavoro coatto. Come confermato da Rudolf Höß, comandante di Auschwitz, nella sua deposizione di fronte al tribunale di Norimberga nel 1946, le modalità della selezione erano tali da non lasciare alcuno scampo ai più piccoli:
«Il modo in cui avveniva la selezione era la seguente: i due dottori che avevamo ad Auschwitz esaminavano i prigionieri che arrivavano con il treno, li facevano camminare di fronte a loro e prendevano subito una decisione sul loro destino. Chi veniva ritenuto abile al lavoro veniva inviato al campo, gli altri direttamente alle camere a gas. I bambini più piccoli venivano sterminati perché non potevano essere adibiti ad alcun lavoro».
Il processo di selezione è documentato in una serie di fotografie scattate ad Auschwitz-Birkenau da un militare SS nel maggio-giugno 1944 all'arrivo di un trasporto di ebrei ungheresi. Le foto (conservate nel cosiddetto Auschwitz Album) mostrano numerosi bambini che con le loro madri vengono separati dalle persone abili al lavoro e quindi vengono fatti incamminare verso le camere a gas. Stessa sorte fu riservata ai bambini Rom; ne morirono nei campi o in esecuzioni sommarie tra il 40% e il 50% del totale delle 200.-250.000, vittime del "Porajmos" (l'"Olocausto degli zingari").
Anche tra le poche migliaia di adolescenti che per il loro precoce sviluppo poterono mentire sulla loro età e superare le selezioni (ad Auschwitz furono 6.700 sui 216.000 che vi arrivarono) e tra i pochissimi bambini occasionalmente scelti con mansioni di tuttofare, le percentuali di sopravvivenza furono bassissime. Nei campi bambini e adulti erano soggetti alle stesse regole e allo stesso trattamento. In una famosa pagina de La notte Elie Wiesel ricorda di un altro bambino, ancora più piccolo di lui, torturato e impiccato pubblicamente con due adulti con l'accusa di sabotaggio. A 14 anni Franco Cetrelli viene fucilato dalle SS assieme ad altri compagni al campo di concentramento di Mauthausen per rappresaglia ad un tentativo di rivolta.
Numerosi furono i bambini (ebrei, rom, e polacchi) che perirono dopo essere stati usati come cavie viventi per esperimenti medici, ad Auschwitz-Birkenau ed altrove. Ricorda Primo Levi:
"I bambini erano a Birkenau come uccelli di passo: dopo pochi giorni, erano trasferiti al Block delle esperienze, o direttamente alle camere a gas".
Primo Levi si riferisce qui specificamente ai quasi tremila bambini di Mengele che occupavano a Birkenau una speciale baracca (la numero 10), dove numerosi bambini (specie gemelli) erano selezionati come animali da laboratorio per le sperimentazioni (le "esperienze") del dott. Josef Mengele. Talora Mengele metteva a disposizione le proprie "cavie" anche per altri laboratori di ricerca come nel caso dei venti bambini di Bullenhuser Damm inviati al campo di concentramento di Neuengamme presso Amburgo per essere sottoposti agli esperimenti sulla tubercolosi del dottor Kurt Heissmeyer. Tra di essi trovò la morte anche il piccolo Sergio De Simone. Solo duecento dei bambini di Mengele erano ancora vivi nel gennaio 1945 quando il campo di Auschwitz-Birkenau fu liberato dalle truppe sovietiche, tra cui anche le piccole Andra e Tatiana Bucci.

### Pulizia etnica, rappresaglie, campi di concentramento per bambini
La mortalità fu elevatissima anche tra le migliaia e migliaia di bambini soggetti alle politiche di pulizia etnica: bambini polacchi nei territori della Polonia annessi alla Germania ed inviati ad Auschwitz; bambini serbi nel campo di concentramento di Jasenovac in Croazia; bambini slavi nei campi di concentramento italiani di Arbe e Gonars.
In Polonia e in Croazia si crearono anche speciali campi di concentramento riservati esclusivamente a bambini, orfani o sottratti alle loro famiglie. Il regime di vita in questi campi fu durissimo e numerose furono le vittime. In Polonia migliaia di bambini polacchi non-ebrei furono rinchiusi nel campo di concentramento di Potulice o nel campo di concentramento per bambini polacchi di Łódź (Kinder-KZ Litzmannstadt) e sottoposti a lavoro coatto o a programmi di germanizzazione. In Croazia stessa sorte fu riservata a migliaia di bambini serbi nel campo di concentramento per bambini di Sisak (dove furono rinchiusi anche bambini ebrei e rom) e in quello di Jastrebarsko.
Bambini di varia nazionalità morirono nei campi di concentramento dopo esservi stati deportati con le loro famiglie come "politici" o furono oggetto privilegiato di rappresaglie e stragi. Il caso più famoso è quello dei bambini del villaggio di Lidice in Cecoslovacchia, raso al suolo nel giugno 1942 come rappresaglia per l'uccisione del governatore nazista Reinhard Heydrich ad opera della resistenza. I 105 bambini del villaggio furono deportati nel ghetto di Łódź. 23 di loro furono selezionati per essere dati in adozione a famiglie "ariane" tedesche nell'ambito del Progetto Lebensborn. I rimanenti 82 furono assassinati nel campo di sterminio di Chełmno. Anche in Italia numerosi bambini furono uccisi in stragi e rappresaglie, da Marzabotto a Stazzema. Tra le vittime dell'eccidio delle Fosse Ardeatine vi furono anche due quindicenni: Duilio Cibei (aderente al Partito d'Azione) e Michele Di Veroli (ebreo romano).

## In aiuto dei bambini
Le testimonianze dei bambini sopravvissuti sono piene di ricordi di violenze e atrocità di cui i bambini furono vittime da parte delle SS, delle forze di polizia e dei loro collaboratori. Anche la popolazione locale si rese talora responsabile di atti efferati, spesso facendosi attivamente complice nelle operazioni di cattura e uccisione, o al più rimanendo indifferente di fronte alla sorte dei più piccoli. Furono però numerosi anche gli atti individuali di generosità di persone che misero a rischio le loro vite per salvare bambini dalle deportazioni e dallo sterminio o li aiutarono a sopravvivere nei ghetti e nei campi di concentramento.
Le operazioni di salvataggio di più ampia scala, come quelle portate a termine da Raoul Wallenberg e Giorgio Perlasca a Budapest, da Oskar Schindler in Polonia, dalla resistenza in Danimarca o dalla DELASEM in Italia, coinvolsero tutte un largo numero di famiglie con bambini. Alcuni individui in particolare, ebrei e non-ebrei, fecero della salvezza dei bambini ebrei lo scopo principale della loro vita. Già prima della scoppio della seconda guerra mondiale Nicholas Winton in Inghilterra, Recha Freier in Palestina e i coniugi Gilbert e Eleanor Kraus negli Stati Uniti si adoperarono con successo perché gruppi significativi di bambini ebrei potessero essere accolti come rifugiati nei loro paesi. Altri come Irena Sendler in Polonia, Johan van Hulst in Olanda e Andrée Salomon e Lois Gunden in Francia furono a capo di organizzazioni che negli anni più duri dell'Olocausto sottrassero centinaia di bambini alla deportazione sistemandoli in luoghi di rifugio e accoglienza. Nei ghetti e nei campi di internamenti i bambini trovarono persone che si adoperarono fino all'ultimo per dare loro un'educazione, assistenza o una parvenza di vita normale, da Janusz Korczak e Stefania Wilczyńska, direttori dell'orfanotrofio di Varsavia, agli educatori che a Theresienstadt li coinvolsero in un'incredibile serie di progetti culturali, come Fredy Hirsch, Friedl Dicker-Brandeis, Hans Krása, František Zelenka e Camilla Rosenbaum. Persino nei campi di concentramento e stermino non mancarono episodi di solidarietà che in taluni casi come a Bergen-Belsen (grazie a Luba Tryszynska o Yehoshua Birnbaum) e a Buchenwald (grazie a Antonín Kalina) risultarono nella sopravvivenza di centinaia di essi.
Se migliaia di bambini ebrei persero la vita per la complicità, le delazioni e l'indifferenza di molti adulti, migliaia di loro non sarebbero sopravvissuti all'Olocausto senza l'aiuto generosamente ricevuto da parte di persone spesso a loro completamente estranee.

## I sopravvissuti

### Rifugiati

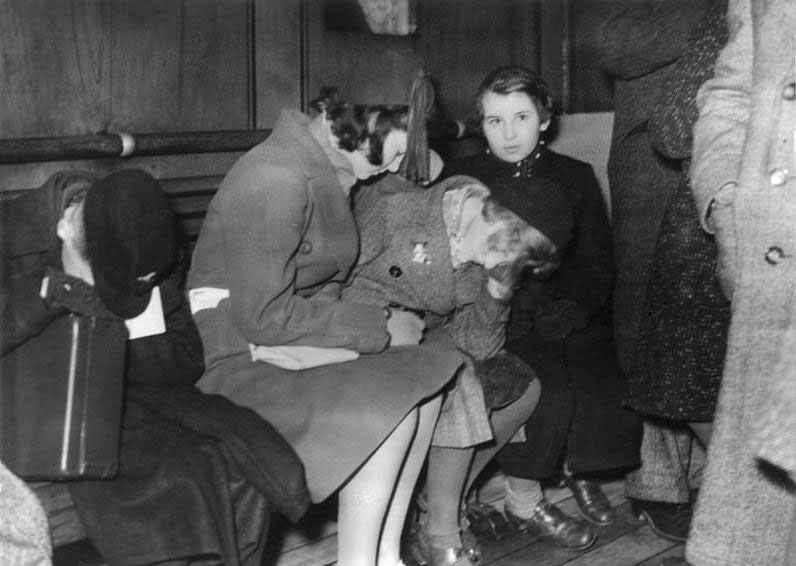
Gruppo di bambini ebrei tedeschi al loro arrivo in Inghilterra nel dicembre 1938

Con l'ascesa al potere di Hitler, le leggi razziali e soprattutto dopo le violenze della notte dei cristalli (9-10 novembre 1938), molte famiglie di ebrei decisero di emigrare dai territori del Terzo Reich. Le opzioni tuttavia erano limitate, dovute alle ferree leggi e quote che regolavano i flussi migratori. Molti cercarono rifugio in paesi limitrofi, come la Polonia, i Paesi Bassi, il Belgio, la Francia, l'Italia, soltanto per trovarsi poi nuovamente sotto il regime nazista nel corso della seconda guerra mondiale. Le mete più ambite e sicure ma anche quelle più difficili da ottenere restavano l'Inghilterra, gli Stati Uniti e la Palestina, ma all'occasione ci si trasferì anche in Sud America, Africa o in Cina. Quando alla fine del 1938 la situazione ormai apparve disperata, le famiglie si risolsero anche a far partire i loro figli da soli, pur di garantire loro un futuro.
Fin dal 1933 l'organizzazione sionistica Youth Aliya, fondata e diretta da Recha Freier, si prodigò per far emigrare bambini ebrei dalla Germania. Furono 5.012 i bambini (soprattutto adolescenti) che giunsero in Palestina prima della guerra.
Nel 1938-39, circa 10.000 bambini ebrei (anche molti piccoli d'età) sopravvissero all'Olocausto perché giunsero in Inghilterra da soli come rifugiati, prima dello scoppio della guerra, in un viaggio che nella maggior parte dei casi segnò la separazione definitiva dalle loro famiglie e dal loro paese natale. Tra coloro che da bambini fecero esperienza del Kindertransport ci sono personaggi famosi come il regista Karel Reisz, gli artisti Eva Hesse e Gustav Metzger, i fisici e premi Nobel Arno Penzias e Walter Kohn. Pochi di loro ritroveranno i loro genitori e familiari al termine della guerra. Gruppi numerosi di bambini non accompagnati giunsero anche in Francia, Belgio e Olanda, dove furono ospitati in istituti, orfanotrofi o presso famiglia affidatarie. Anche gli Stati Uniti accolsero nel maggio 1939 un gruppo di 50 bambini ebrei austriaci, grazie all'iniziativa dei coniugi Gilbert e Eleanor Kraus.
Tra i 963 profughi ebrei che nell'estate del 1939 lasciarono il porto di Amburgo a bordo della St. Louis con la speranza di sbarcare a Cuba (e di raggiungere quindi gli Stati Uniti) c'erano anche circa 150 bambini o adolescenti con le loro famiglie. Se anche nessuno di loro dovette rientrare in Germania, solo per i 5 che sbarcarono a Cuba, i 39 che furono accolti in Inghilterra e i pochi altri che riuscirono a seguirli nei mesi successivi ciò significò la fine immediata delle persecuzioni. La maggior parte di quanti furono accolti in Belgio (35), Olanda (31) e Francia (39) si ritrovarono da lì a poco sotto occupazione nazista: alcuni riusciranno a mettersi in salvo in Spagna o Svizzera, per gli altri furono anni difficili trascorsi in clandestinità, spesso separati dai loro stessi genitori, 32 di loro periranno (ad Auschwitz o altrove), undici sopravviveranno all'arresto e alle deportazioni.
Il flusso dei rifugiati non si interruppe del tutto neppure durante la guerra. 9.342 bambini ebrei giunsero in Palestina tra il 1939 e il 1945. Tra di essi vi furono anche i cosiddetti bambini di Teheran, un gruppo di 861 bambini ebrei polacchi rimasti orfani, i quali rifugiatisi in Unione Sovietica furono radunati nel 1942 in un orfanotrofio a Teheran in Iran per giungere quindi l'anno successivo in Palestina. Oltre che in Unione Sovietica, molti rifugiati ebrei si diressero verso i paesi neutrali: Svezia, Svizzera e Spagna.
In Svezia giunsero migliaia di bambini ebrei provenienti dalla Norvegia ma soprattutto dalla Danimarca, quando nell'ottobre 1943 la quasi totalità degli 8000 ebrei danesi vi furono segretamente trasferiti per sfuggire alle deportazioni. In Svezia essi poterono vivere con i loro familiari e con loro tornare in patria alla fine del conflitto.
Anche la Svizzera fu luogo di rifugio per migliaia di bambini ebrei che vi giunsero legalmente o clandestinamente con le loro famiglie dai Paesi confinanti. Nonostante le molte restrizioni (e i numerosi respingimenti e controlli alle frontiere) furono 21.000 gli ebrei accolti nel territorio elvetico durante la guerra. In Svizzera giunsero anche tre trasporti di ebrei, sottratti ai campi di concentramento per speciali accordi con le autorità naziste, sostanzialmente in cambio di denaro. I circa 1.670 ebrei ungheresi del treno di Kastner arrivarono in Svizzera dal campo di concentramento di Bergen-Belsen in due gruppi, uno nell'agosto e uno nel dicembre 1944 (tra loro c'erano almeno 270 bambini, incluso Ladislaus Löb). Un terzo treno portò in Svizzera il 5 febbraio 1945 un gruppo di 1.210 ebrei proveniente dal campo di concentramento di Theresienstadt (anche tra di loro vi era un centinaio di bambini).
Nonostante le moltissime restrizioni, migliaia di ebrei attraversarono il confine francese con la Spagna e vi trovarono rifugio o temporanea accoglienza verso altri paesi. I rifugiati ebrei (tra cui moltissime famiglie con bambini) furono 20/30.000 nei primi anni di guerra, quando la Francia fu occupata dai nazisti, cui ne seguirono altri 7.500 tra l'estate del 1942 e l'autunno del 1944. Per alcune centinaia di bambini ebrei tedeschi e austriaci profughi in Francia e affidati alle cure dello "U.S. Committee for the Care of European Children", la Spagna fu paese di passaggio per il Portogallo, da dove nell'estate del 1941 essi poterono imbarcarsi per gli Stati Uniti.

### Bambini nascosti in clandestinità

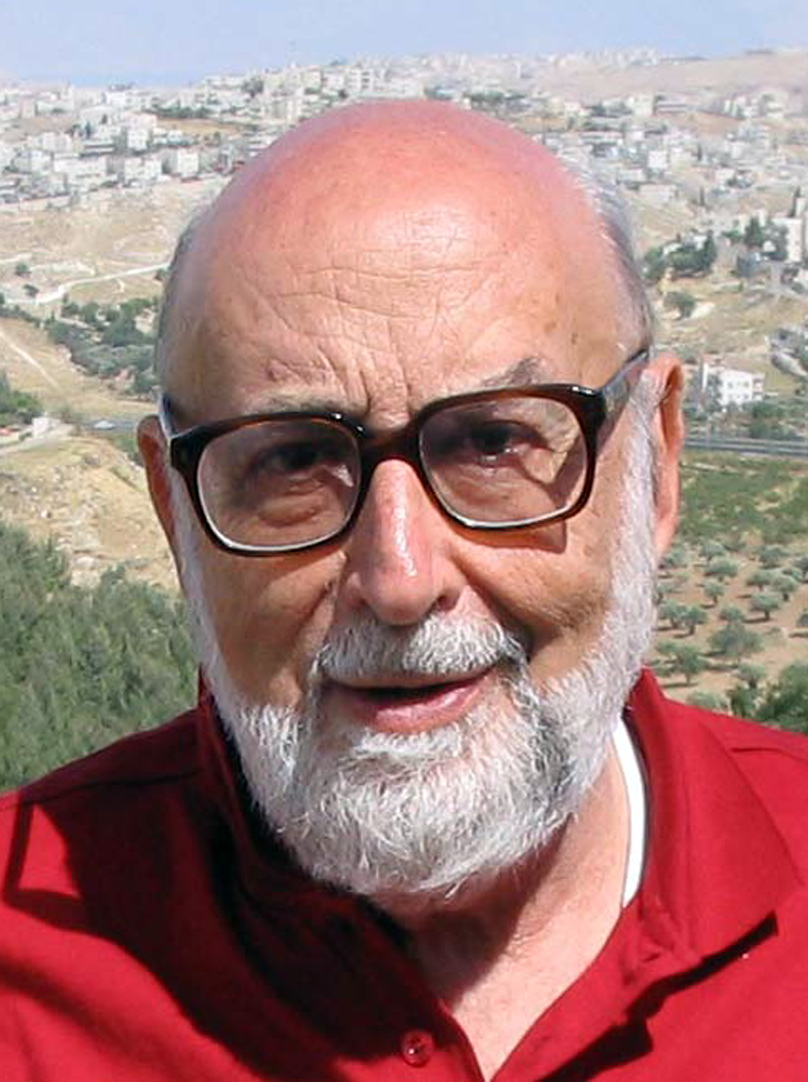
François Englert, premio Nobel per la fisica 2013, trascorse la sua infanzia nascosto, sotto falsa identità, presso famiglie o orfanotrofi in Belgio

Nelle zone di occupazione tedesca, migliaia di bambini sopravvissero vivendo in clandestinità, con falsa identità, o nascosti in luoghi di rifugio, talora con i propri genitori, spesso separati dalle loro famiglie.
Coscienti del fatto che i bambini rappresentavano il futuro ed erano per questo oggetto di particolare accanimento da parte nazista, le forze di resistenza (ebraica e non) dedicarono speciale attenzione al loro salvataggio, riuscendo in taluni casi anche a conseguire alcuni successi importanti come nel caso dei ragazzi di Villa Emma (Nonantola) in Italia, o di quelli ospitati a Le Chambon-sur-Lignon in Francia. Moltissimi furono i bambini (anche in Italia) accolti singolarmente in istituti religiosi cristiani o da famiglie di amici o anche di estranei che generosamente, rischiando la loro stessa vita, li protessero fino alla fine della guerra.
Una categoria particolare è rappresentato da coloro che, come Jack Kuper, Meir Brand o Yoram Fridman, sopravvissero come ragazzi di strada, abbandonati a se stessi, senza degli adulti o un'organizzazione che si prendessero specificamente cura di loro, trovando amici e nemici nel loro cammino, vivendo di ogni sorta di espedienti.
Non per tutti i bambini fu una storia a lieto fine. Molti, come Anna Frank, furono scoperti e avviati ai campi di sterminio, altri furono uccisi sul posto o si suicidarono per evitare la cattura (come Jerzy Feliks Urman). Per altri ancora, il prezzo pagato per la sopravvivenza fu molto alto. Benché i casi di abuso siano stati rari, le condizioni di rifugio furono spesso molto dure dal punto di vista fisico e psicologico per la paura continua di essere scoperti e la continua necessità di reprimere la propria identità e lo sforzo continuo di apparire e di comportarsi diversamente da come si era stati educati. Per vincere la solitudine e l'assenza di una vita sociale normale alcuni bambini affidarono ai diari le loro emozioni. I diari dell'Olocausto scritti da bambini sono tra le testimonianze più toccanti del periodo.
Per coloro che sopravvissero, il ritorno alla normalità non fu semplice. La maggior parte di essi si ritrovarono orfani, spesso completamente soli, confusi, senza una chiara nozione della propria identità che per anni avevano dovuto tenere nascosta. Per altri l'abbandono dei genitori adottivi e il reinserimento nella famiglia d'origine fu un passo altrettanto traumatico. Per alcuni bambini ebrei affidati a istituti religiosi cattolici e battezzati si aprì anche una battaglia legale per la loro identificazione e "restituzione", battaglia che divise i vertici stessi della gerarchia cattolica.

### Tra i partigiani

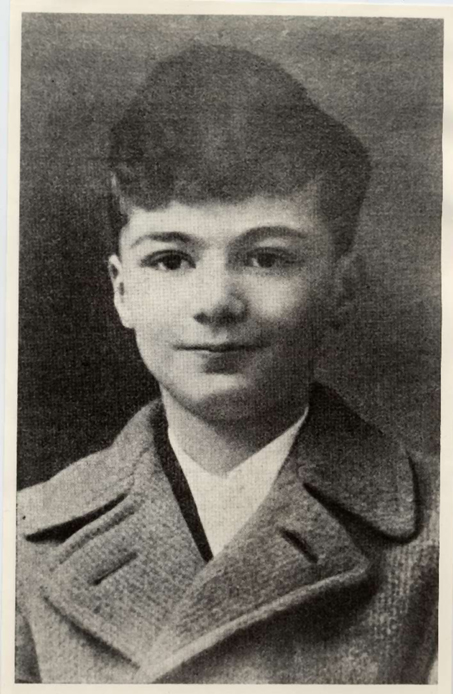
Franco Cesana

Molti bambini sopravvissero, in varie parti dell'Europa, protetti dai partigiani, in zone da essi controllate. Due unità partigiane in Bielorussia, quelle guidate rispettivamente dai Fratelli Bielski e da Shalom Zorin, si distinsero in particolare per aver stabilito nella foresta dei campi dove erano accolte anche famiglie ebree con donne, anziani e bambini.
Per un bambino, specie se ebreo, non era semplice unirsi alle unità partigiane combattenti. La maggior parte delle unità partigiane non accettava bambini o civili inermi, ed episodi di antisemitismo non furono infrequenti anche in alcune formazioni partigiane dell'Est europeo. Tra i 20/30.000 ebrei che combatterono come partigiani in tutta Europa vi furono tuttavia molti adolescenti (ed anche un numero significativo di bambini più piccoli, soprattutto orfani). Diventare partigiani significava prendere parte direttamente alle azioni di guerriglia, spionaggio e sabotaggio condotte dal proprio gruppo ed essere sottoposti senza alcuno sconto alla brutalità della lotta. È il caso di Nathan Schacht, sopravvissuto per 18 mesi (a 12-13 anni d'età) con i partigiani nella foresta in Ucraina, o di Marek Herman che giunto orfano dalla Polonia si unisce in Italia alla resistenza nel Canavese, o del dodicenne Franco Cesana, il più giovane partigiano caduto in un'azione di combattimento nella Resistenza italiana.

### Sopravvissuti nei ghetti e nei campi di concentramento

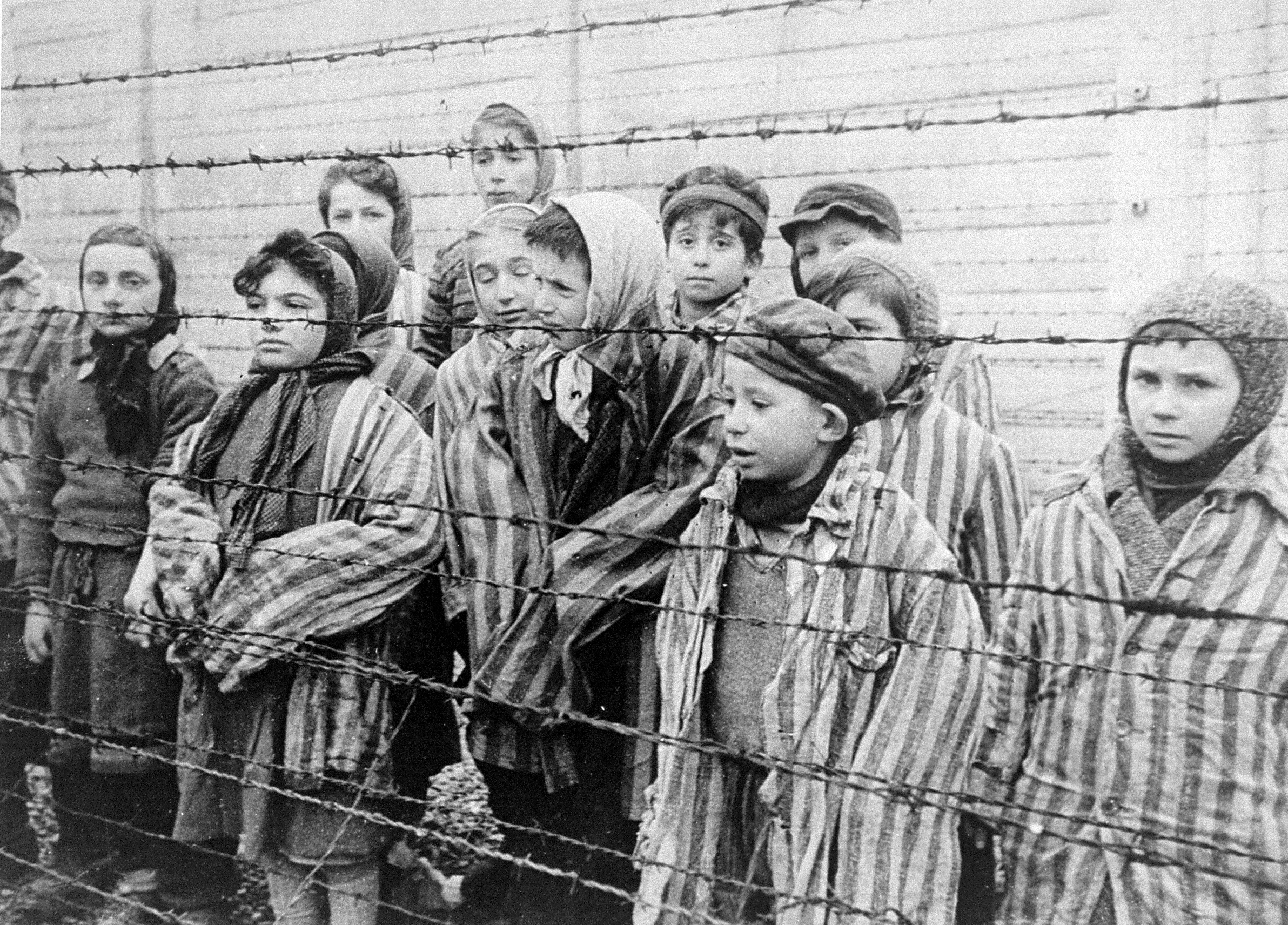
Bambini liberati ad Auschwitz

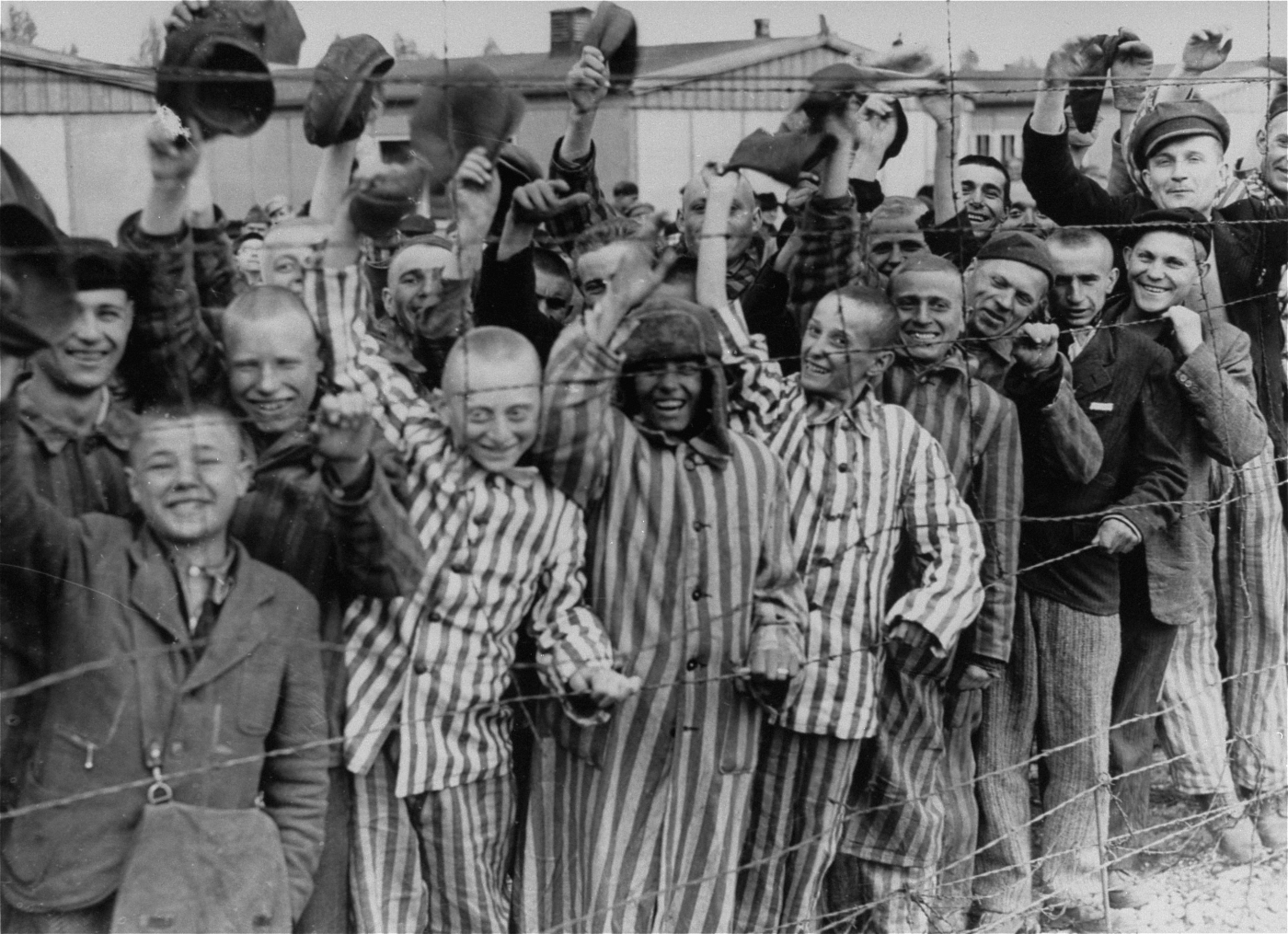
Bambini liberati a Dachau

La sopravvivenza dei bambini nei ghetti o nei campi fu sempre legata a circostante eccezionali, che, ritardandone l'uccisione o la morte per stenti, in casi limitati permisero loro di rimanere in vita fino alla liberazione.
Nei ghetti, la loro sopravvivenza fu almeno in parte conseguenza della loro voglia di vivere e della loro adattabilità al contrabbando del cibo, al nascondimento e alla fuga. Con la liquidazione dei grandi ghetti (con la parziale eccezione di Terezin), i bambini ne furono comunque le prime vittime se non coloro che riuscirono a nascondersi e fuggire, cosa ovviamente impossibile ai più piccoli.
Nei campi di concentramento e di sterminio, i più robusti si fecero passare per adulti per sfuggire alle selezioni, quando esse venivano compiute. Altri, ufficialmente troppo piccoli per essere considerati abili al lavoro, furono comunque impiegati da ufficiali SS o Kapò come attendenti personali con mansioni di tuttofare, soggetti a umiliazioni e abusi di ogni tipo. Spesso la loro sopravvivenza fu legata all'aiuto e alla protezione personale offerta da altri prigionieri o compagni più grandi. A Auschwitz Luigi Ferri fu salvato per l'intervento dal medico ebreo Otto Wolken che lo "adottò" come figlio per tutta la sua permanenza al campo, mentre Piero Terracina e Sami Modiano trovarono forza e sostegno reciproco in un'amicizia fraterna. La solidarietà del campo protesse i 904 bambini di Buchenwald tra cui erano gli ebrei Elie Wiesel e Yisrael Meir Lau, e l'afro-tedesco Gert Schramm. Marcello Martini, a 14 anni, il più giovane tra i deportati politici italiani, sopravvisse al lavoro coatto a Mauthausen e in altri campi e a una marcia della morte di 230 km. Per tutti la liberazione venne dopo durissime esperienze e indicibile sofferenze.
A Theresienstadt, a Bergen-Belsen ed anche ad Auschwitz sopravvissero per periodi di mesi o anche anni gruppi cospicui di bambini perché appartenenti a gruppi speciali: figli di matrimoni misti, figli di ebrei prigionieri di guerra e quindi protetti dalla "convenzione di Ginevra", membri di famiglie con passaporti stranieri, famiglie selezionati per possibili scambi di prigionieri, ecc. Per loro si organizzarono talora anche delle speciali baracche. Non sempre l'essere selezionati all'interno di questi gruppi mise questi bambini al sicuro dallo sterminio (i bambini dei campi per famiglie di Auschwitz finirono questi tutti alle camere a gas), ma il ritardo con il quale fu decretata la loro esecuzione talora aumentò le loro chance di sopravvivenza.
Taluni bambini sopravvissero perché tenuti in vita (temporaneamente) come cavie in programmi di sperimentazione medica (come nella famosa "baracca dei gemelli" del dott. Joseph Mengele ad Auschwitz dove furono rinchiuse anche le piccole Andra e Tatiana Bucci). In altri casi di bambini specie polacchi o russi (classificati come aventi caratteristiche predominanti "ariane"), essi furono risparmiati per essere adottati da genitori tedeschi nell'ambito del Progetto Lebensborn.
I nuclei più consistenti di bambini in vita nei campi di concentramento nazisti furono ritrovati al momento della liberazione a Terezín (circa 1.600 Bambini di Terezín), Buchenwald (circa 1000 Bambini di Buchenwald), Auschwitz-Birkenau (circa 700 Bambini di Auschwitz) e Bergen-Belsen (circa 500 Bambini di Bergen-Belsen). Negli ultimi mesi di guerra Terezín, Buchenwald e Bergen-Belsen erano diventati anche terminali e campi di raccolta dei numerosi bambini trasferiti in Germania dai campi di concentramento della Polonia con le marce della morte.

## I testimoni

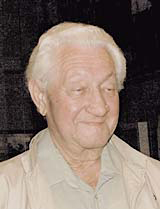
Szymon Srebrnik, uno dei primi bambini dell'Olocausto a testimoniare nei processi del dopoguerra

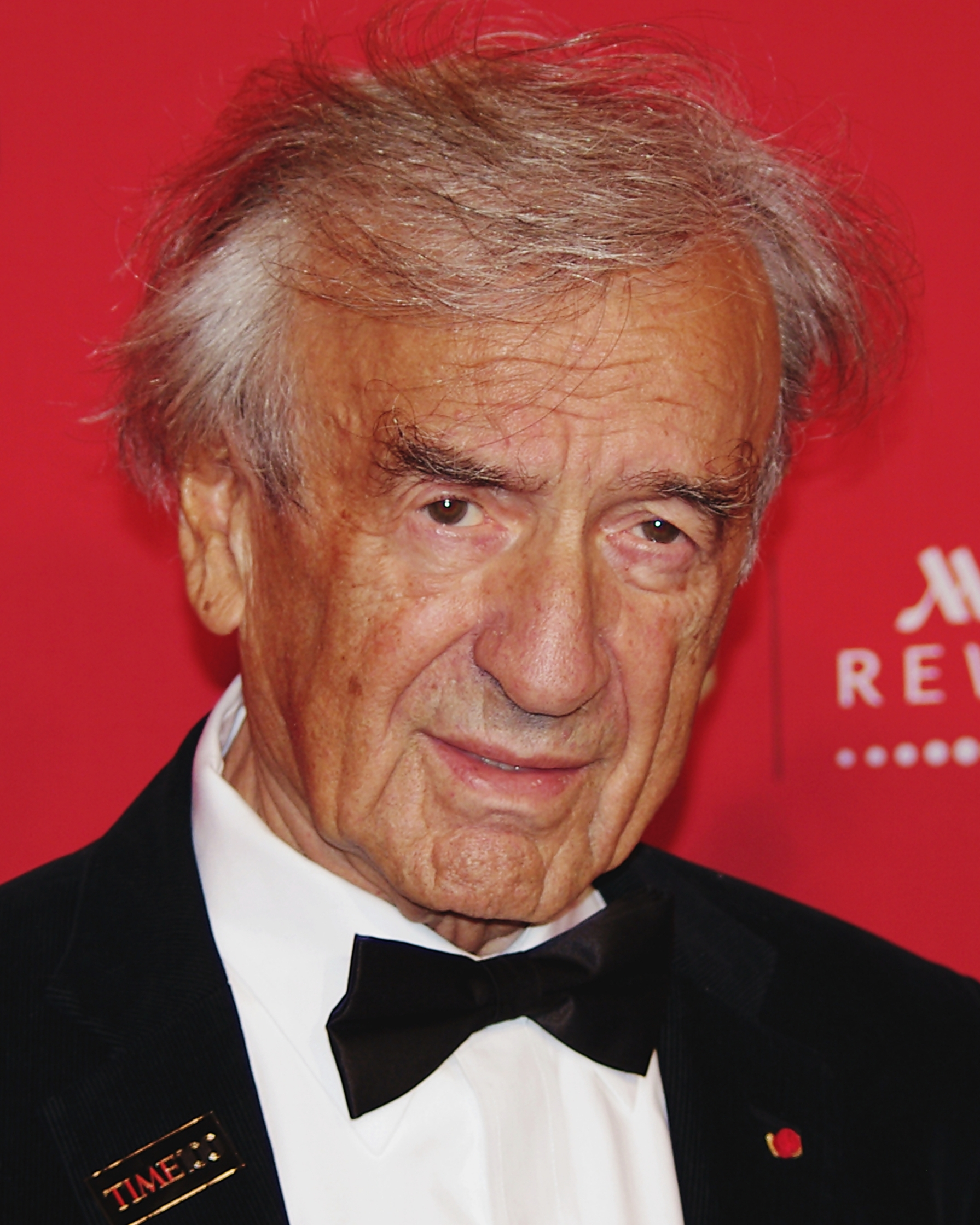
Elie Wiesel, premio Nobel per la pace, uno dei più famosi "bambini dell'Olocausto" ad essere divenuti scrittori e testimoni

Alcuni bambini e adolescenti si trovarono subito proiettati nel ruolo pubblico di testimoni già nel corso della seconda guerra mondiale, come i 73 bambini di Teheran provenienti dalla Polonia, la cui testimonianza fu raccolta in Israele nel 1943, o Mary Berg giunta negli Stati Uniti dal ghetto di Varsavia per uno scambio di prigionieri nel marzo 1944. Anche in Polonia, nei mesi successivi alla liberazione dei campi, bambini come Szymon Srebrnik o Luigi Ferri furono chiamati formalmente nel 1945 a testimoniare di fronte alla prime commissioni di inchiesta sui crimini nazisti. Altri, come Thomas Geve e Michal Kraus, fissarono i loro ricordi in disegni e illustrazioni annotate. Una ventina sono i racconti di bambini e adolescenti tra i 10 e i 19 anni che si possono ascoltare in registrazione tra le 130 interviste di sopravvissuti effettuate dallo psicologo David P. Boder nel 1946. Alcuni bambini (come Joseph Schleifstein, sopravvissuto a Buchenwald) furono intervistati da giornalisti o alla radio (come Hetty Verolme, sopravvissuta a Bergen-Belsen). Sono queste le uniche voci di bambini che si siano conservate dai tempi dell'Olocausto.
Cessata la lotta quotidiana per la sopravvivenza, per i bambini superstiti cominciò la faticosa e lunga ricerca dei familiari o venne la realizzazione di essere rimasti soli. Per molti ci vollero mesi di ospedale e di cure per riprendere le forze. Il riadattamento fu in ogni caso complesso. Se per gli adulti significava il ritorno ad una vita "normale", di essa la maggior parte dei bambini cresciuti nei ghetti o nei campi non aveva alcuna esperienza.
Nell'immediato dopoguerra l'opinione pubblica mondiale guardò con sgomento e compassione ai bambini dell'Olocausto. Vi si dedicarono film di successo come Unzere Kinder (Polonia, 1948) e Odissea tragica (USA, 1948). Le organizzazioni umanitarie si mobilitarono per soddisfare i loro bisogni immediati, offrire loro un alloggio e un'educazione, ricongiungerli se possible ai loro genitori o parenti. Per i numerosi orfani le organizzazioni sioniste organizzarono centri di accoglienza per prepararli all'emigrazione in Israele, come la colonia di Sciesopoli in Italia per i circa 800 bambini di Selvino. L'idea era che si dovesse creare per loro un ambiente tale da far loro dimenticare il prima possibile le traumatiche esperienze vissute. Il Diario di Anna Frank commosse il mondo e la bambina di Amsterdam divenne il simbolo dell'Olocausto, ma la specificità dell'esperienza dei bambini sopravvissuti venne scarsamente riconosciuta e approfondita. Molti di loro ricorderanno di non aver trovato in quegli anni orecchie disposte ad ascoltarli. Così fu per Liliana Segre di ritorno da Auschwitz:
"Era molto difficile per i miei parenti convivere con un animale ferito come ero io: una ragazzina reduce dall'inferno, dalla quale si pretendeva docilità e rassegnazione. Imparai ben presto a tenere per me i miei ricordi tragici e la mia profonda tristezza. Nessuno mi capiva, ero io che dovevo adeguarmi ad un mondo che voleva dimenticare gli eventi dolorosi appena passati, che voleva ricominciare, avido di divertimenti e spensieratezza."
L'interesse per l'esperienza dei bambini si riaccese a partire dagli anni ottanta. Fu una corsa contro il tempo per raccogliere quante più testimonianze possibili e (anche solo per ragioni anagrafiche) la maggioranza dei testimoni ancora in vita erano bambini o adolescenti al tempo dell'Olocausto. Si cominciò anche a studiare la specificità dell'esperienza dei bambini nell'Olocausto che si sviluppa come un campo autonomo di studio.
A questa crescita di interesse i bambini dell'Olocausto reagirono in modo diverso. Molti trovano nel ruolo pubblico di testimoni una ragione di vita e di riscatto e una liberazione dai propri traumi, tenuti lungamente repressi. Si moltiplicarono i Libri di memorie sull'Olocausto scritti da persone che al tempo erano bambini. Altri mantennero un profilo più sfumato, lontano dai riflettori, consegnando la loro testimonianza a studiosi e istituti di ricerca specializzati. Altri ancora come Mary Berg o Luigi Ferri (che pure avevano avuto un ruolo pubblico importante nell'immediato dopoguerra) si resero irreperibili ad ogni ulteriore coinvolgimento, ritenendo di aver ormai chiuso completamente i conti con il proprio passato.

## I bambini dell'Olocausto in Italia

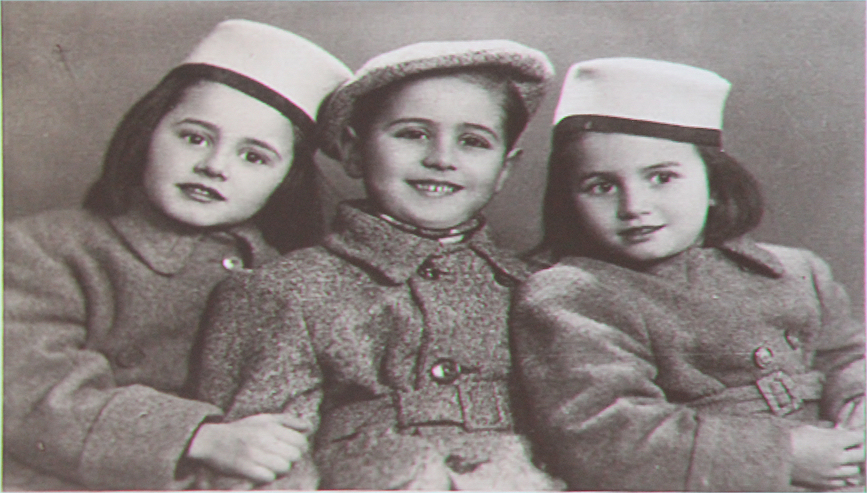
Le sorelle Andra e Tatiana Bucci assieme al cugino Sergio De Simone

L'interesse sui bambini italiani dell'Olocausto all'inizio si concentrò quasi esclusivamente sui deportati ad Auschwitz e sui pochi sopravvissuti. Già nell'aprile 1945 Luigi Ferri testimoniò (in tedesco) davanti ad una Commissione d'inchiesta sui crimini nazisti a Cracovia. In Italia la prima a far sentire la sua voce fu Arianna Szörényi con un articolo comparso sull'Unità dell'11 marzo 1976, in occasione del processo per i crimini alla Risiera di San Sabba. Numerosi furono poi coloro che da anziani fecero da testimoni nelle scuole e nei mezzi di informazione (da Piero Terracina a Sami Modiano, Liliana Segre, Hanna Kugler Weiss, Alberto Sed, e altri). Tra le vittime il caso che ha ricevuto maggior attenzione è quello di Sergio De Simone, morto ad Amburgo dopo essere stato usato con altri 19 bambini di varia nazionalità come cavia per esperimenti sulla tubercolosi.
Gradualmente l'interesse si estese anche a tutti i bambini che in Italia soffrirono le conseguenze dell'Olocausto.
(a) In primo luogo vanno considerati le migliaia di bambini ebrei che nel 1938 in Italia furono colpiti dalle leggi razziali fasciste, venendo traumaticamente esclusi dalla scuola, dallo sport, dalla vita sociale. Molti di essi lasceranno l'Italia con le loro famiglie come rifugiati prima dello scoppio della guerra.
(b) Negli primi tre anni di guerra, tra il 1940 e il 1943, centinaia di bambini ebrei, figli di rifugiati o antifascisti, vissero al confino o furono rinchiusi in campi di internamento come Ferramonti. Talora essi erano parte di gruppi organizzati di profughi, come coloro che nel maggio 1940 da Trieste si erano recati a Bengasi nella speranza di un passaggio per la Palestina o i passeggeri della nave Pentcho partita da Bratislava e naufragata vicino a Rodi nell'ottobre 1940. Non tutti i bambini rifugiati arrivarono in Italia accompagnati da familiari, molti vi giunsero ormai orfani, come i bambini di Nonantola sfuggiti agli eccidi nei Balcani nel 1942.
(c) Dopo l'8 settembre 1943 tutti i bambini ebrei che si trovarono nei territori sotto occupazione tedesca per evitare le deportazioni dovettero vivere in clandestinità o affrontare la fuga in Svizzera, spesso separati dalle loro famiglie. Alcuni furono vittime di eccidi come l'Olocausto del Lago Maggiore o l'eccidio delle Fosse Ardeatine. Oltre ai deportati ad Auschwitz, molti furono i bambini di origine italo-libica che furono trasferiti a Bergen-Belsen. Tutti gli ebrei italiani che furono bambini in quegli anni e sopravvissero alla guerra sono in una forma o nell'altra superstiti dell'Olocausto.
Tra le prime persone che nelle loro memorie attirarono l'attenzione sulla loro esperienza di bambini sopravvissuti alla Shoah italiana ci sono Emanuele Pacifici, Lia Levi, Aldo Zargani, e altri. Nel 2013 lo storico Bruno Maida pubblicò uno studio generale sulla Shoah dei bambini in Italia, che per la prima volta analizzò il fenomeno nella sua globalità.

Franco Centro

Dopo l'8 settembre 1943, l'Olocausto in Italia non interessò soltanto i bambini ebrei ma anche un largo numero di bambini non ebrei perseguitati per motivi politici in quanto direttamente o indirettamente coinvolti nella lotta di liberazione. Molti bambini e adolescenti - tra cui anche ebrei - si unirono giovanissimi alle formazioni partigiane o ai movimenti clandestini di resistenza. Alcuni di loro caddero in azioni di combattimento: Gennaro Capuozzo e Filippo Illuminato durante le Quattro giornate di Napoli; Ugo Forno a Roma; Franco Cesana e Luciano Domenico nel Nord-Italia. Altri pagarono il loro impegno con la vita o la deportazione: Duilio Cibei, vittima a 15 anni dell'Eccidio delle Fosse Ardeatine a Roma; Franco Centro, Beniamino Cobianchi, e Roberto Di Ferro, fucilati; Marcello Martini e Franco Cetrelli, deportati al campo di concentramento di Mauthausen. Oltre 1.500 bambini furono vittime di stragi e rappresaglie: 130 nell'eccidio di Sant'Anna di Stazzema, più di 200 nella strage di Marzabotto, gli altri nei numerosi eccidi cosiddetti "minori". Bambini furono anche molti dei pochi testimoni diretti di quelle stragi, come Leopolda Bartolucci a Sant'Anna di Stazzema.
Se i bambini italiani superstiti dell'Olocausto poterono generalmente trovare una famiglia, parenti o amici che li accogliessero, nell'immediato dopoguerra l'Italia divenne un importante luogo di transito per centinaia di bambini ebrei rimasti orfani e completamente soli, che dai paesi dell'Est europeo cercavano di raggiungere la Palestina. Le organizzazioni ebraiche istituirono delle colonie, dove essi potessero essere raccolti e preparati per l'emigrazione. Il nucleo più importante fu quello degli 800 bambini di Selvino radunati dalla Brigata ebraica nell'ex-colonia di Sciesopoli a Selvino nel bergamasco.

## Vittime e superstiti

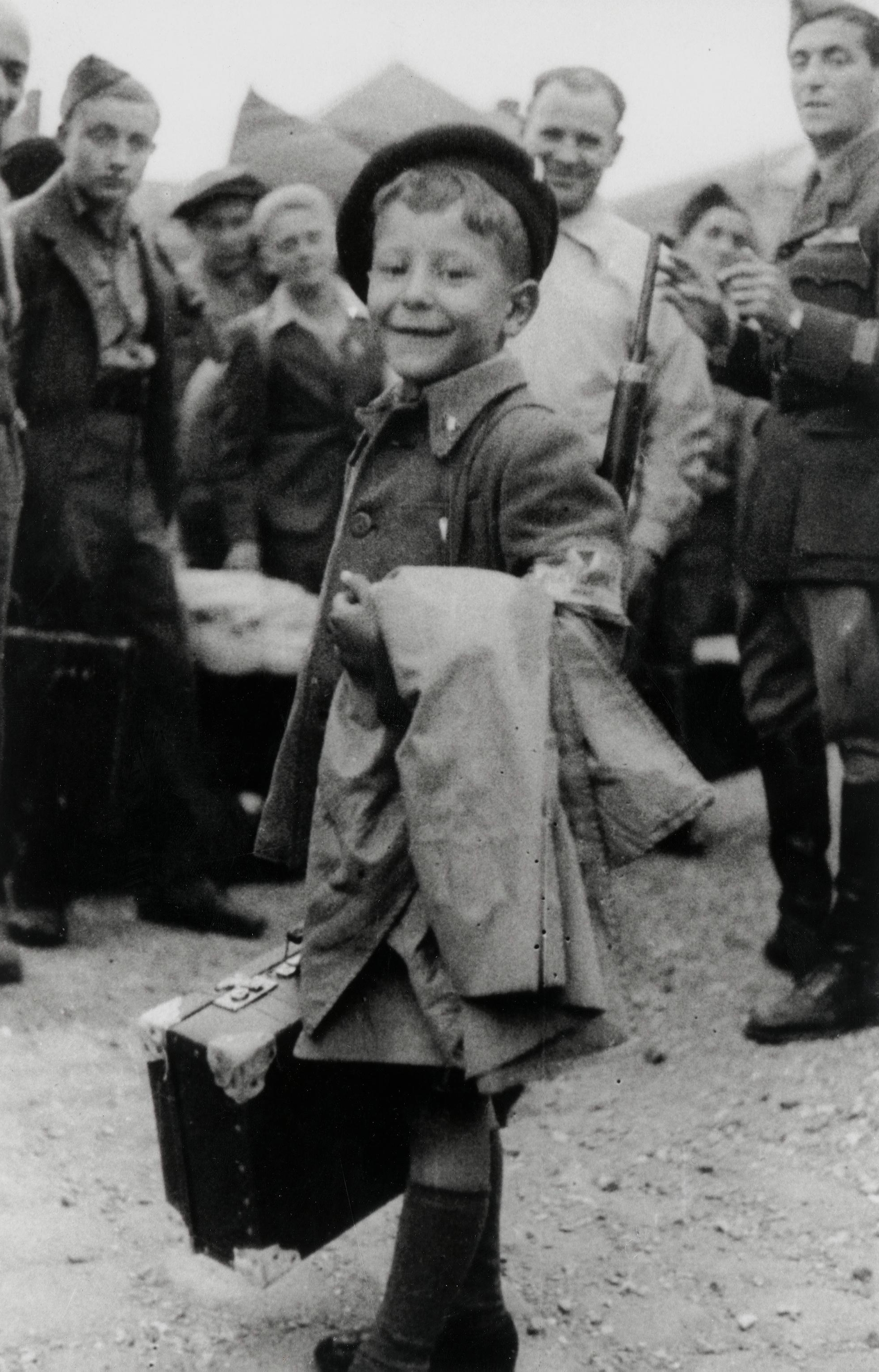
Israel Meir Lau (8 anni), sopravvissuto al campo di concentramento di Buchenwald

Associazioni ebraiche e istituti di ricerca (come Yad Vashem a Gerusalemme o lo United States Holocaust Memorial Museum a Washington, e in Italia il Centro di Documentazione Ebraica Contemporanea) hanno fatto enormi sforzi per dare un nome e un volto a tutti i bambini dell'Olocausto e preservarne la memoria individuale, oltre che la storia collettiva. I loro nomi (anche di quelli italiani) sono oggi reperibili in numerose pubblicazioni.
I casi di alcuni bambini e adolescenti sono diventati familiari all'opinione pubblica o sono ritenuti di particolare interesse per la ricerca scientifica a causa dell'eccezionalità di alcune vicende individuali all'epoca dell'Olocausto (ad esempio, in quanto autori di diari o perché soggetti a particolari esperienze) o per quello che essi sono diventati da adulti (nella loro carriera professionale o come autori di importanti libri di memorie o per il loro impegno pubblico come testimoni). Tra i più famosi bambini dell'Olocausto ci sono vittime come Anna Frank e Petr Ginz, e sopravvissuti come il regista Roman Polański, scrittori, artisti, scienziati e 5 premi Nobel (François Englert, Roald Hoffmann, Daniel Kahneman, Imre Kertész, e Elie Wiesel).

### Vittime
- František Bass (1930-1944), Petr Ginz (1928-1944), Hanuš Hachenburg (1929-1944), Honza Treichlinger (1930-1944) sono i più famosi tra i piccoli artisti, scrittori e poeti di Terezín. Muoiono tutti nelle camere a gas di Auschwitz.
- Gennaro Capuozzo (1932-1943), Franco Cesana (1931-1944), Luciano Domenico (1933-1945), Ugo Forno (1932-1944) e Filippo Illuminato (1930-1943) sono i più giovani partigiani italiani ad essere caduti in combattimento. Ad essi si aggiungono: Duilio Cibei (1929-1944) e Michele Di Veroli (1929-1944), vittime dell'eccidio delle Fosse Ardeatine; Franco Centro (1930-1945), Beniamino Cobianchi (1931-1945) e Roberto Di Ferro (1930-1945), fucilati; e Franco Cetrelli (1930-1945), morto a Mauthausen.
- Sergio De Simone (1937-1945). Deportato a Auschwitz fu selezionato insieme ad altri 19 bambini di varia nazionalità per esperimenti medici sulla tubercolosi e quindi ucciso nei sotterranei della scuola amburghese di Bullenhuser Damm.
- Lea Deutsch (1927-1943). Attrice bambina ebrea croata. Muore durante il trasporto a Auschwitz.
- Anna Frank (1929-1945). Uno dei nomi e dei volti più noti dell'Olocausto. Autrice di un celeberrimo diario pubblicato nell'immediato dopoguerra e tradotto in numerose lingue. Deportata ad Auschwitz. Morta nel campo di concentramento di Bergen-Belsen.
- Czesława Kwoka (1928-1943). Ragazzina polacca deportata ad Auschwitz in conseguenza dei programmi di pulizia etnica della regione di Zamosc. Tre celebri foto di Wilhelm Brasse (oggi permanentemente esposte al museo di Auschwitz) la ritraggono al suo arrivo al campo il 13 dicembre 1942. Muore di stenti ad Auschwitz il 12 marzo 1943.
- Ernst Lossa (1929-1944). Ragazzo Jenish, vittima dei programmi di eutanasia nazista.
- Dawid Rubinowicz (1927-1942). Autore di un celebre diario. Morto nel campo di sterminio di Treblinka.
- Settela Steinbach (1934-1944). Ragazzina olandese di etnia sinti, divenuta simbolo del genocidio dei gitani. Morta ad Auschwitz.
- Jerzy Feliks Urman (1932-1943). Autore di un diario dal ghetto di Stanisławów. Morto suicida per sfuggire alla cattura.
- Henio Zytomirski (1933-1942). Bambino ebreo polacco morto a Majdanek e divenuto simbolo dello sterminio dei bambini in Polonia.

### Sopravvissuti
- Austria -- Greta Klingsberg (1929-2022) / Ruth Klüger (1931-2020).
- Belgio -- François Englert (n.1932) / Simon Gronowski (n.1931) / Bettina Le Beau (1932-2015).
- Cecoslovacchia -- Yehuda Bacon (n.1929) / George Brady (1928-2019) / Thomas Buergenthal (1934-2023) / David Weiss Halivni (1927-2022) / Ivan Klíma (n.1931) Michal Kraus (1930-2018) / Arnošt Lustig (1926-2011) / Zdeněk Ornest (1929-1990) / Tomi Reichental (n. 1935) / Zuzana Růžičková (1927-2017) / Jan Saudek (n.1935) / Felix Weinberg (1928-2012) / Ela Weissberger (1930-2018) / Zoltan Zinn-Collis (1940-2012).
- Francia -- Gérard Avran (1927-2014) / Fanny Ben-Ami (n.1931) / Robert Clary (1926-2022) / Saul Friedländer (n.1932) / Alexander Grothendieck (1928-2014) / Simon Jeruchim (n.1929) / Joseph Joffo (1931-2018) / Jean Kahn (1929-2013) / Daniel Kahneman (1934-2024) / Serge Klarsfeld (n.1935) / Jean-Marie Lustiger (1926-2007) / Annette Muller (1933-2021) / Jacques Saurel (1933-2023)
- Germania -- Inge Auerbacher (n.1934) / Walter Zwi Bacharach (1928-2014) / Hans Frankenthal (1926-1999) / Thomas Geve (1929-2024) / Bill Graham (1931-1991) / Sonia Levitin (n.1934) / Helga Newmark (1932-2012) / Paul Spiegel (1937-2006) / Beni Virtzberg (1928-1968) / Ruth Westheimer (1928-2024) / Eddie Willner (1926-2008).
- Italia (e Rodi) -- Andra Bucci (n.1939) / Tatiana Bucci (n.1937) / Enzo Camerino (1928-2014) / Luigi Ferri (1932-2024) / Hanna Kugler Weiss (n.1928) / Lia Levi (n.1931) / Ida Marcheria (1929-2011) / Marcello Martini (1930-2019) / Sami Modiano (n.1930) / Emanuele Pacifici (1931-2014) / Alberto Sed (1928-2019) / Liliana Segre (n.1930) / Arianna Szörényi (n.1933) / Piero Terracina (1928-2019) / Aldo Zargani (1933-2020). Sylva Sabbadini (1929 -2019)
- Jugoslavia -- Lustig Branko (1932-2019) / Yehuda Elkana (1934-2012) / Shaul Ladany (n.1936) / Itzchak Tarkay (1935-2012).
- Lituania -- Alexander Tamir (1931-2019)
- Paesi Bassi -- Gerhard Durlacher (1928-1996) / Bloeme Evers-Emden (1926-2016) / Jona Oberski (n.1938) / Eva Schloss (n.1929).
- Polonia -- Alicia Appleman-Jurman (1930-2017) / Jurek Becker (1937-1997) / Louis Begley (n.1933) / Nelly Ben-Or (n.1933) / Halina Birenbaum (n.1929) / Victor Breitburg (n.1927) / Zahava Burack (1932-2001) / Élie Buzyn (1929-2022) / David Faber (1928-2015) / Abraham Foxman (n.1940) / Roman Frister (1928-2015) / Bronisław Geremek (1932-2008) / Marek Halter (n.1936) / Marek Herman (n.1927) / Kitty Hart-Moxon (n.1926) / Anna Heilman (1928-2011) / Ben Helfgott (1929-2023) / Yidele Henechowicz (n.1942) / Aleksander Henryk Laks (1926-2002) / Arek Hersh (n.1929) / Roald Hoffmann (n.1937) / Jerzy Kosinski (1933-1991) / Jack Kuper (n.1932) / Yisrael Meir Lau (n.1937) / Anita Lobel (n.1934) / Coby Lubliner (n.1935) / Jack Mandelbaum (1927-2023) / Uri Orlev (1931-2022) / David Perlmutter (n.1937) / Sam Pivnik (1926-2017) / Roman Polański (n.1933) / Ruth Posner (n.1933) / Israel Shahak (1933-2001) / Szymon Srebrnik (1930-2006) / Alina Szapocznikow (1926-1973) / Emanuel Tanay (1928-2014) / Jack Tramiel (1928-2012) / Meir Wilchek (n.1935) / Miriam Winter (1933-2014) / Sabina Wolanski (1927-2011).
- Romania -- Aharon Appelfeld (1932-2018) / Edith Balas (1929-2024) / Magda Herzberger (1926-2021) / Liviu Librescu (1930-2007) / Dan Pagis (1930-1986) / Kati Preston (n.1939) / Elie Wiesel (1928-2016).
- Ucraina -- Janina Altman (1931-2022) / Martin Greenfield (1928-2024).
- Ungheria -- Iván T. Berend (n.1930) / Edith Bruck (n.1932) / John Chillag (1927-2009) / Peter Fischl (1930-2018) / Yosef Goldman (1942-2015) / Miklos Kanitz (1939-2006) / Imre Kertész (1929-2016) / Tom Lantos (1928-2008) / Ladislaus Löb (1933-2021) / Nicholas Nagy-Talavera (1929-2000) / Tibor Rubin (1929-2015) / Péter Szondi (1929-1971) / Irene Zisblatt (n.1929).

## La Memoria

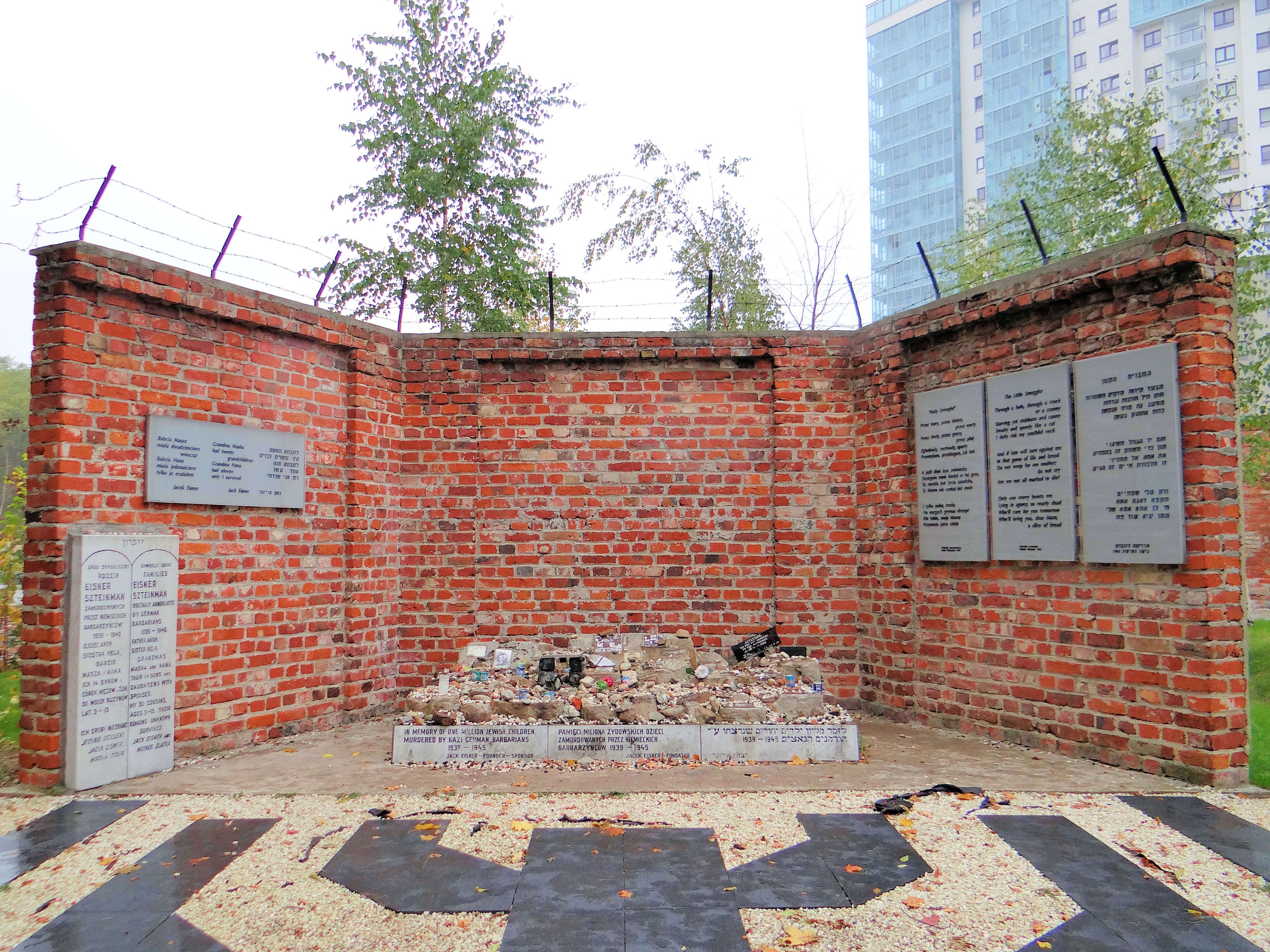
Il Memoriale dei bambini – Vittime dell'Olocausto al cimitero ebraico di Varsavia

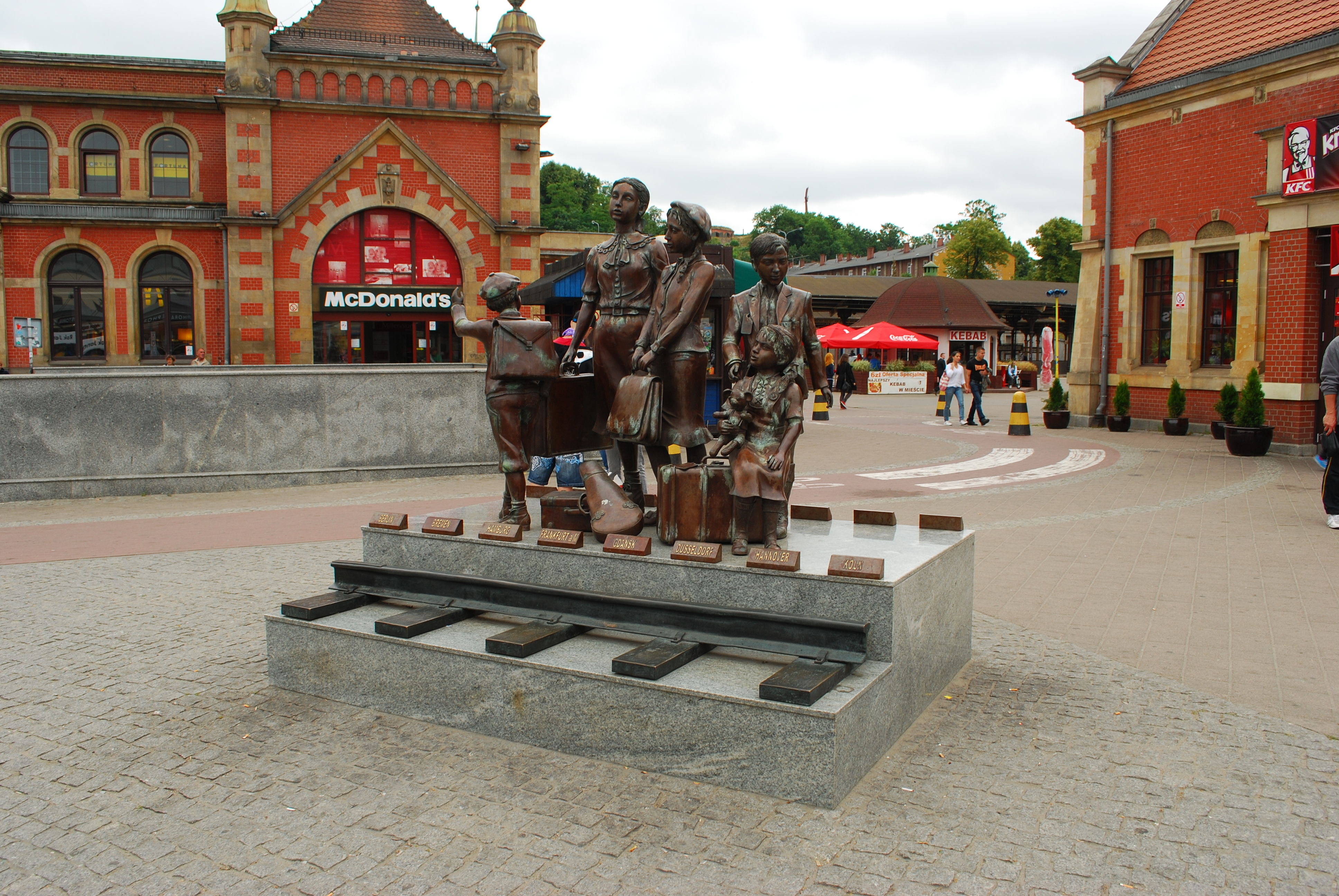
Monumento ai bambini dei Kindertransport

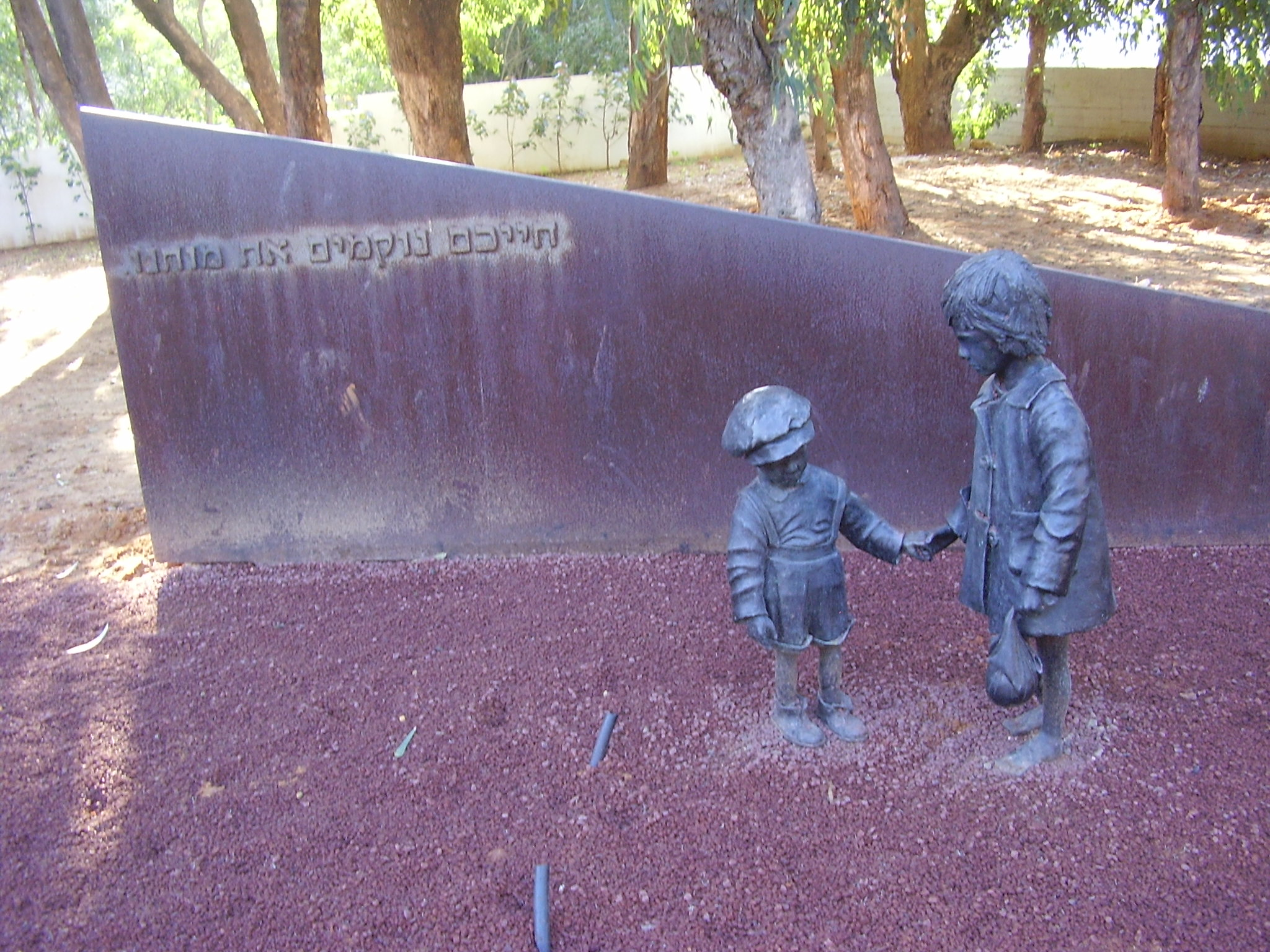
Monumento ai bambini dell'Olocausto a Ramat HaSharon

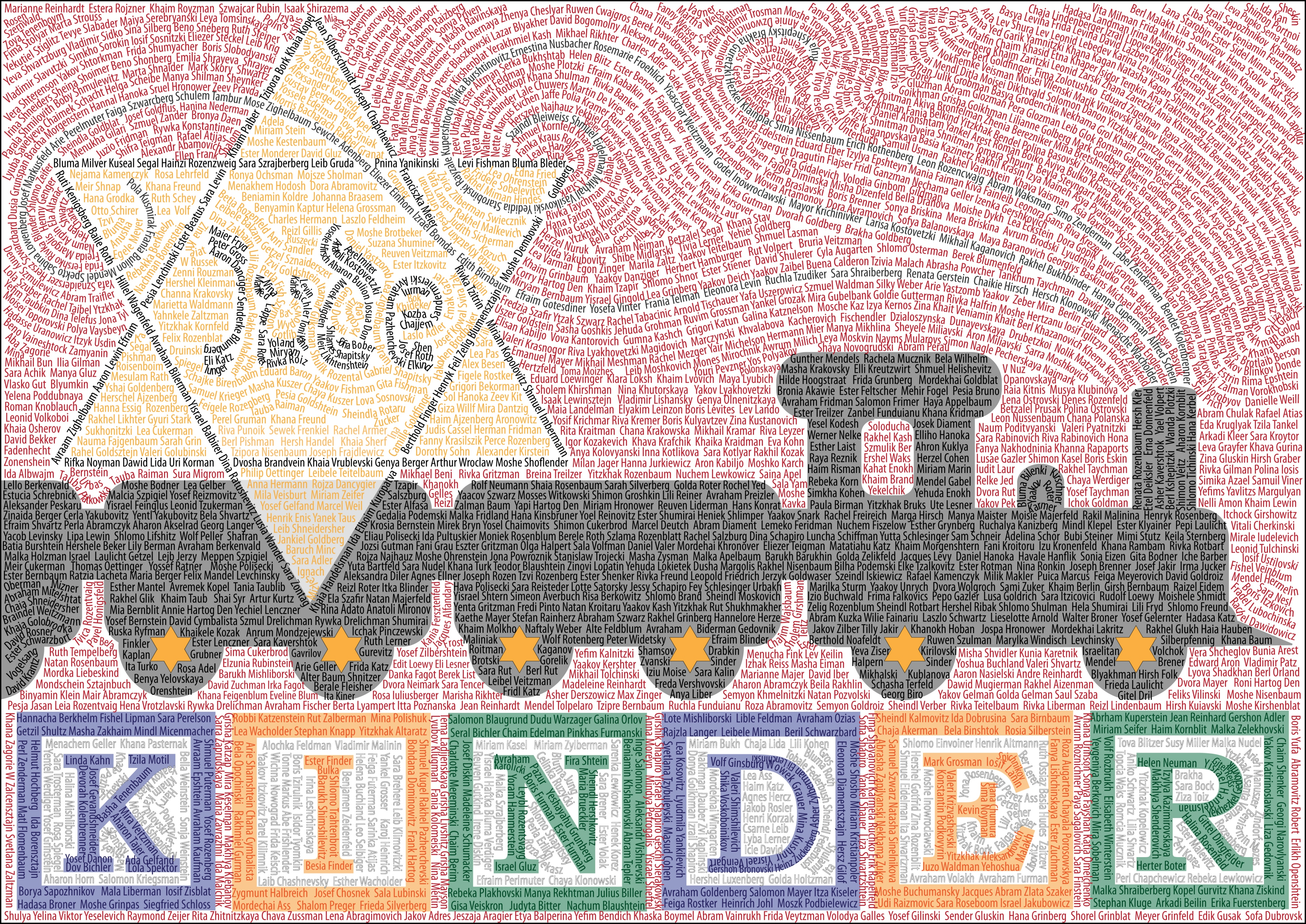
Mosaico di nomi di Yad Vashem dedicato ai 1.500.000 bambini dell'Olocausto. I nomi riportati sono solo quelli riferiti a bambini di età pari o inferiore a 12 anni

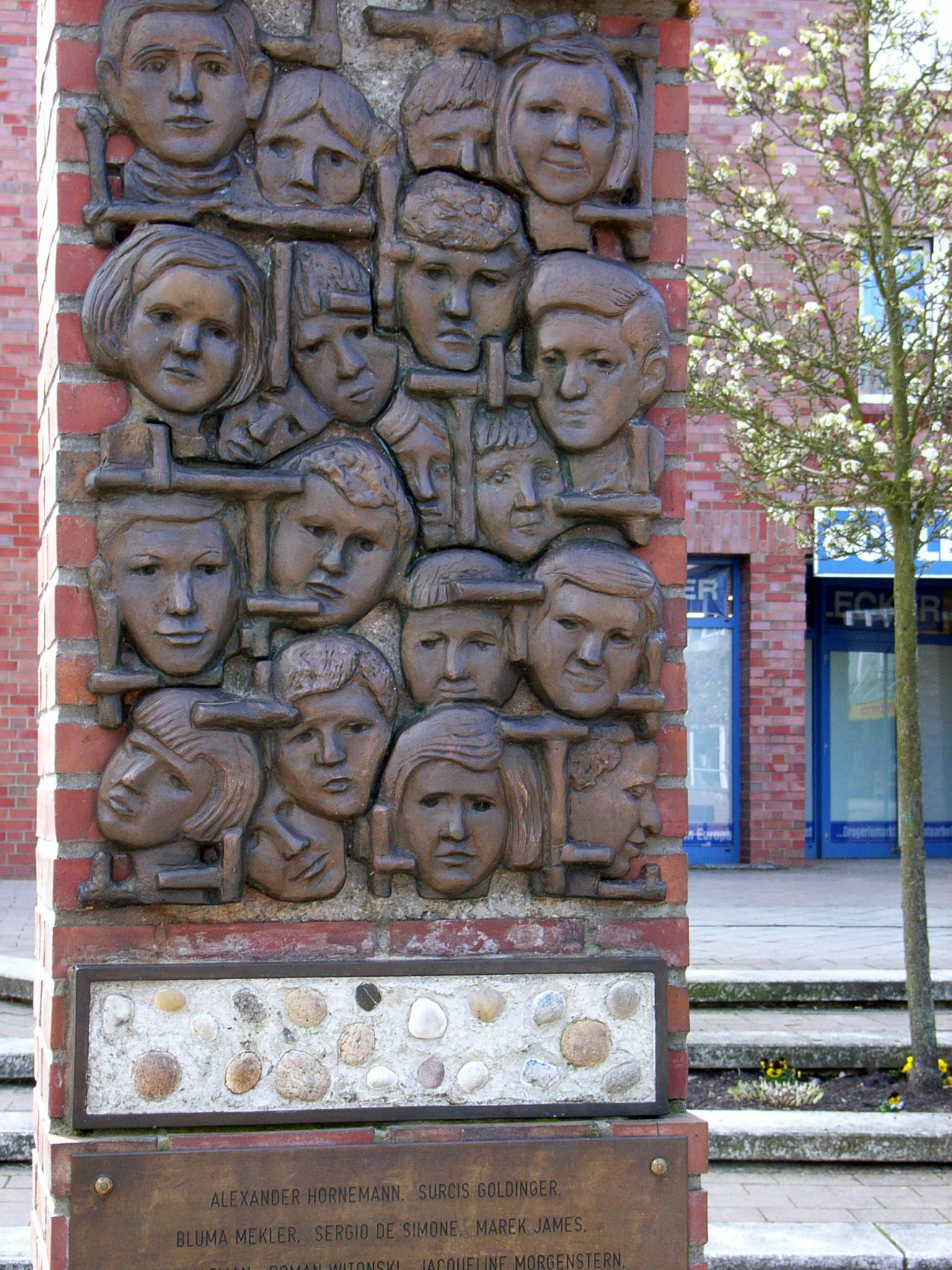
Il memoriale che ad Amburgo ricorda Sergio De Simone e gli altri bambini uccisi a Bullenhuser Damm

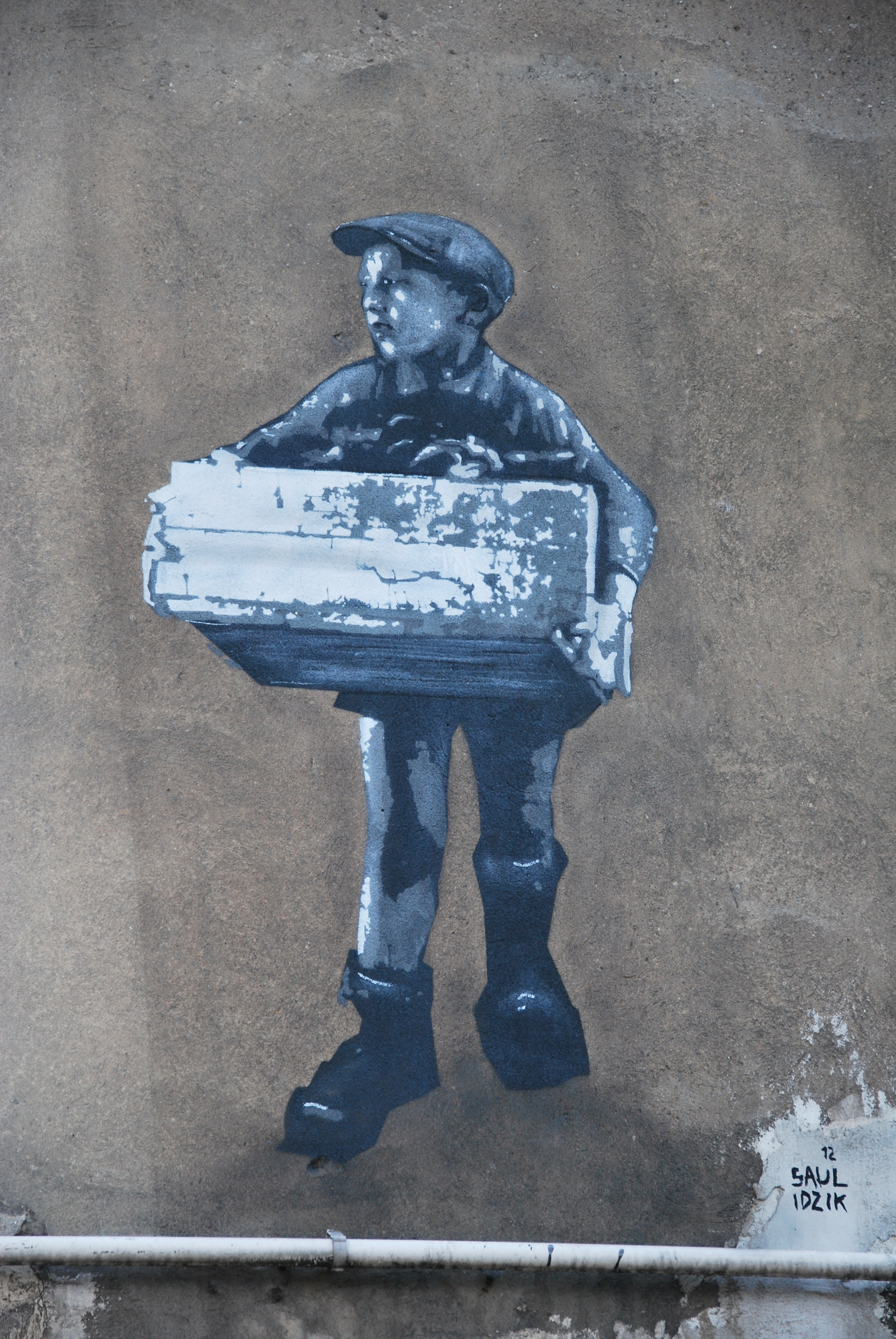
Uno dei murales che a Łódź ricordano le migliaia di bambini deportati dal ghetto

Esistono diversi monumenti costruiti specificatamente in memoria dei bambini vittime dell'Olocausto. I più noti sono quelli a Yad Vashem a Gerusalemme e al cimitero ebraico di Varsavia. Il memoriale a Yad Vashen, su progetto di Moshe Safdie, è una stanza sotterranea dove nel buio completo la luce di una candela brilla riflessa all'infinito da molteplici specchi; è stato donato da Abe e Edita Spiegel, che ad Auschwitz persero il figlio Uziel, di due anni. Nel cimitero di Varsavia il Memoriale dei bambini – Vittime dell'Olocausto è addossato ad una parete di mattoni sormontata da filo spinato che riproduce il muro del ghetto di Varsavia.
Una mostra permanente è allestita nella baracca 53 dell'ex-campo di concentramento di Majdanek. Ideata nel 2003 da Tomasz Pietrasiewicz, la mostra illustra la vita e la morte dei Bambini dell'Olocausto attraverso l'esperienza di quattro bambini che furono presenti al campo: due bambini ebrei, Halina Birenbaum e Henio Zytomirski; un bambino bielorusso, Piotr Kiryszczenko; e una bambina polacca, Janina Buczek.
Memoriali ai bambini dell'Olocausto si trovano anche a Ramat HaSharon (Israele), a Whitwell (Tennessee), a Charlotte (Carolina del Nord), Great Neck (New York), e in altre località degli Stati Uniti.
Alcuni monumenti sono dedicati a gruppi particolari di bambini.
Una serie di sculture in bronzo a grandezza naturale rappresentanti i bambini del Kindertransport sono stati collocati lungo la rotta dei treni presso le stazioni ferroviarie di Londra Liverpool Street (2006), Berlino Friedrichstraße (2008), Vienna Ovest (2008), Danzica Centrale (2009), Hoek van Holland-Rotterdam (2011) e di Amburgo Dammtor (2015). Le sculture sono opera dell'artista israeliano Frank Meisler, originario di Danzica e cresciuto in Inghilterra, egli stesso salvatosi grazie al Kindertransport.
Monumenti dedicati a Janusz Korczak e ai bambini dell'orfanotrofio del ghetto di Varsavia si trovano a Yad Vashem e al cimitero ebraico di Varsavia. Monumenti ricordano a Łódź in Polonia i bambini del ghetto, a Idice in Cecoslovacchia i bambini vittime della rappresaglia nazista, e ad Amburgo i 20 bambini uccisi alla scuola di Bullenhuser Damm, tra cui Sergio De Simone.

## Ricerca storica
Già negli anni dell'Olocausto compaiono scritti che denunciano specificamente le sofferenze arrecate ai bambini dalle persecuzioni naziste:
- Violet Bonham Carter, Child Victims of the New Germany: A Protest, London: McCorquodale, 1934.
- Isaac Chomski, Children in Exile, [New York City] : [American Jewish Committee], 1941.
- Gerold Frank, "Refugee Children of Europe", in Must Allied Indifference Match Nazi Crime?: A Plea for the Rescue of Europe's Remaining Jews, New York: Published by the Nation Associates, 1944.
- American Jewish Joint Distribution Committee, ed., Jewish Children in Liberated Europe: Their Needs and the J.D.C. Child Care Work, New York, 1946.
- Yivo Institute for Jewish Research, ed., Jewish Children in Europe after World War II, New York: YIVO, 1948.

Nel 1947 compaiono tre importanti raccolte di testimonianze di bambini sopravvissuti alle persecuzioni (la pubblicazione in ebraico, polacco e yiddish ne limita tuttavia la circolazione e l'impatto sull'opinione pubblica mondiale):
- Benjamin Tennebaum, ed., Ehad me-ir u shenayim mi-mishpahah: Mivhar m’elef autobigrafiot shel yaldei Yisrael b’Polin [One of a City and Two of a Family: A Selection from a Thousand Autobiographies of Jewish Children in Poland] (Merhavyah, Israel: Sifriat Poalim, 1947) - ebraico;
- Maria Hochberg-Marianskwa and Noe Grüss, eds. Dzieci Oskarzaja (Cracow-Łódź-Warsaw: Central Jewish Historical Commission in Poland, 1947) <polacco>. English tr. The Children Accuse (London: Vallentine-Mitchell, 1996);
- Noe Grüss (Noah Gris), ed. Kinder-martirologye: zamlung fun dokumentn [Children’s Martyrdom: A Document Collection] (Buenos Aires [Argentina]: Tsentral-farband fun Poylishe Yidn in Argentine, 1947) - yiddish

Si pubblicano i primi diari di bambini dell'Olocausto: Mary Berg (1945), Anna Frank (1946), Éva Heyman (1948), Dawid Rubinowicz (1960), Klaus Seckel (1961), Moshe Flinker (1965), Yitskhok Rudashevski (1973); e i primi racconti autobiografici di memorie: Elie Wiesel (1956), Edith Bruck (1959), Thomas Geve (1958), Jack Kuper (1967), Beni Virtzberg (1967), Joseph Joffo (1973), Imre Kertész (1975), Samuel Pisar (1979); o testimonianze che hanno al centro vicende di bambini, nelle opere di Lena Küchler-Silberman (1948), Bruno Apitz (1958) o Donald A. Lowrie (1963). Tra questi scritti soprattutto il Diario di Anna Frank, La notte di Elie Wiesel e Nudo tra i lupi di Bruno Apitz hanno un enorme impatto mediatico a livello globale.
Soltanto a partire dagli anni ottanta tuttavia la ricerca sui bambini dell'Olocausto è diventata un importante campo si specializzazione negli studi sull'Olocausto. Il tema è trattato in numerose pubblicazioni e documentari. Molti musei dell'Olocausto vi dedicano una sezione speciale.

### Documentari
- 1946 - Nous continuons!.., regia di M. Bahelfer (France 1946)
- 1995 - Anna Frank Remembered, regia di Jon Blair (UK 1995)
- 1995 - Children Remember the Holocaust, regia di Mark Gordon (USA 1995)
- 1995 - Lost Childhood: The Story of the Birkenau Boys (1995)
- 1996 - My Knees Were Jumping: Remembering the Kindertransports (USA 1996)
- 1997 - The Lost Children of Berlin, regia di Elizabeth McIntyre (USA 1997)
- 1998 - Voices of the Children, regia di Zuzana Justman (1998)
- 1999 - The Children of Chabannes, regia di Lisa Gossels e Dean Wetherell (Francia 1999)
- 1999 - Children of the Night, cortometraggio, regia di Jolanta Dylewska (Svizzera 1999)
- 2000 - La fuga degli angeli - Storie del Kindertransport (Into the Arms of Strangers: Stories of the Kindertransport), documentario, regia di Mark Jonathan Harris (2000)
- 2000 - The Children Who Cheated the Nazis, regia di Sue Read (UK 2000)
- 2002 - The Boys of Buchenwald, regia di Audrey Mehler (Canada 2002)
- 2002 - The Power of Good: Nicholas Winton, regia di Matej Mináč (2002)
- 2002 - Secret Lives: Hidden Children and Their Rescuers During WWII, regia di Aviva Slesin (USA 2002)
- 2009 - The Kindertransport Story, regia di Lindsay Hill (2009)
- 2011 - Children of Terezin, regia di Gabriel Bologna (2011) <documentario>
- 2011 - The Boys of Terezin, regia di Shahab John Sharify (USA 2011)
- 2013 - 50 Children: The Rescue Mission of Mr. And Mrs. Kraus, regia di Steven Pressman (2013)
- 2014 - The Children of the Holocaust (UK 2014) - Documentario prodotto dalla BBC
- 2015 - Innocence Lost: Stories from Children of the Holocaust, regia di Alex Roberts e Andrew Sherwood (USA 2015)
- 2019 - The Last Survivors, episodio della serie televisiva Frontline (UK-USA, 2019)
- 2020 - Determined: The Story of Holocaust Survivor Avraham Perlmutter, regia di Keren Perlmutter (USA, 2020)

### Museografia
- Yad Vashem
- United States Holocaust Memorial Museum
- Museum of Tolerance, LA

## Filmografia
- The Pied Piper, regia di Irving Picher (USA, 1941)
- Unzere Kinder, regia di Nathan Gross (Polonia 1948)
- Border Street (Ulica Graniczna), regia di Aleksander Ford (Polonia 1948)
- Odissea tragica (The Search), regia di Fred Zinnemann (USA 1948)
- Il diario di Anna Frank, regia di George Stevens (USA 1959)
- Nackt unter Wölfen, regia di Georg Leopold (Germania Est 1960)
- Il diario di Anna Frank, regia di Alex Segal (1967)
- Il vecchio e il bambino (Le vieil homme et l'enfant), regia di Claude Berri (1967)
- Sie sind frei, Doktor Korczak, regia di Aleksander Ford (1974)
- Un sacchetto di biglie (Un sac de billes), regia di Jacques Doillon (1975)
- La linea del fiume, regia di Aldo Scavarda (Italia, 1976)
- David, regia di Peter Lilienthal (Germania 1979)
- Il diario di Anna Frank, regia di Boris Sagal (USA 1980)
- Va' e vedi (Иди и смотри), regia di Elem Klimov (URSS 1985)
- Arrivederci ragazzi (Au revoir les enfants), regia di Louis Malle (Francia 1987)
- Il diario di Anna Frank, regia di Gareth Davies (UK 1987)
- Lena: My 100 Children, regia di Edwin Sherin (USA 1987)
- The Attic: The Hiding of Anne Frank, regia di Joh Erman (USA 1988)
- A Friendship in Vienna, regia di Arthur Allan Seidelman (USA 1988)
- Europa Europa, regia di Agnieszka Holland (Germania 1990)
- Alan & Naomi, regia di Sterling Van Wagenen (USA 1992)
- Jona che visse nella balena, regia di Roberto Faenza (Italia 1993)
- La vita è bella, regia di Roberto Benigni (Italia 1997)
- L'isola in Via degli Uccelli, regia di Søren Kragh-Jacobsen (Danimarca 1997)
- A Call to Remember, regia di Jack Bender (USA 1997)
- All My Loved Ones (Vsichni moji blízcí), regia di Matej Minac (Rep. ceca 1997)
- La storia di Anna Frank, regia di Robert Dornhelm (UK 2001)
- Monsieur Batignole, regia di Gérard Jugnot (Francia 2002)
- Senza destino, regia di Lajos Koltai (Ungheria 2005)
- Fugitive Pieces, regia di Jeremy Podeswa (Canada 2007)
- Il bambino con il pigiama a righe (The Boy in the Striped Pajamas), regia di Mark Herman (UK-USA 2008)
- Nicky's Family (Nickyho rodina), film, regia di Matej Mináč (Rep.ceca 2011)
- Wunderkinder, regia di Markus Rosenmüller (Germania 2011)
- La fuga degli innocenti, regia di Leone Pompucci (Italia 2012)
- Corri ragazzo corri, regia di Pepe Danquart (Germania, Polonia, Francia 2013)
- Nackt unter Wölfen, regia di Philipp Kadelbach (Germania 2015)
- Die Kinder der Villa Emma, regia di Nikolaus Leytner (Austria 2016)
- Le voyage de Fanny, regia di Lola Doillon (Francia 2016)
- Un sacchetto di biglie (Un sac de billes), regia di Christian Duguay (Francia 2017)
- Kinderblock - L'ultimo inganno, regia di Ruggero Gabbai, un film di Marcello Pezzetti, (Italia 2020)

## Cartoon
- La stella di Andra e Tati, il primo film di animazione europeo sull’Olocausto[80], regia di Rosalba Vitellaro e Alessandro Belli con un cast d'eccezione di doppiatori come Laura Morante, Loretta Goggi e Leo Gullotta[81], (Italia 2018)

## I figli dei superstiti dell'Olocausto
Un particolare sottocampo, che si è recentemente sviluppato, riguarda l'esperienza dei bambini figli di sopravvissuti (o anche di carnefici) dell'Olocausto, l'impatto traumatico che tali eventi hanno avuto sulla loro crescita e formazione.

## Documentari
- Breaking the Silence: The Generation After the Holocaust, regia di Edward A. Mason (1984)
- I Was a Child of Holocaust Survivors, regia di Ann Marie Fleming (2010)
- Hitler's Children, regia di Chanoch Ze'evi (2011)
- What Our Fathers Did: A Nazi Legacy, regia di David Evans (2015)
- #AnnaFrank. Vite parallele, regia di Sabina Fedeli ed Anna Migotto (2019)